# 17. März
Der 17. März ist der 76. Tag des gregorianischen Kalenders (der 77. in Schaltjahren), somit bleiben 289 Tage bis zum Jahresende.

## Ereignisse

### Politik und Weltgeschehen
- 45 v. Chr.: In der Schlacht von Munda in Südspanien besiegt Gaius Iulius Caesar die republikanischen Truppen unter Titus Labienus und Gnaeus Pompeius dem Jüngeren endgültig. Damit entscheidet Caesar den Römischen Bürgerkrieg für sich und kann sich in der Folge als Diktator im Römischen Reich etablieren.

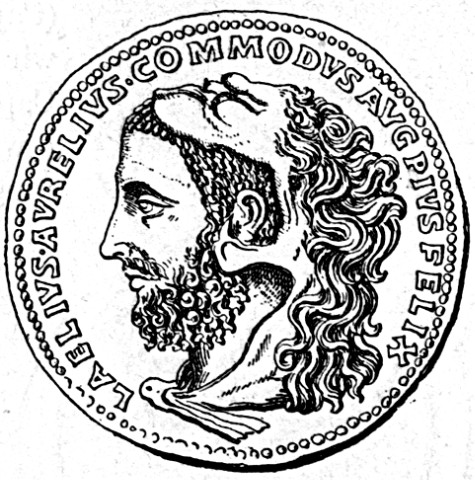
180: Commodus

- 0180: Der römische Kaiser Mark Aurel stirbt in einem Militärlager in Vindobona. Nachfolger wird sein Sohn Commodus.
- 0455: Nach der Ermordung Valentinians III. wird Petronius Maximus weströmischer Kaiser. Er soll in den Tod seines Vorgängers verstrickt gewesen sein.
- 1328: Die englische Königin Isabella erkennt für ihren minderjährigen Sohn Edward III. im Abkommen von Edinburgh und Northampton die Unabhängigkeit Schottlands unter Robert the Bruce „auf ewig“ an. Damit endet der erste Schottische Unabhängigkeitskrieg.
- 1525: Im thüringischen Mühlhausen wird der Ewige Rat gegründet, dem die Führer des Bauernheeres um Thomas Müntzer und Heinrich Pfeiffer im Bauernkrieg angehören.

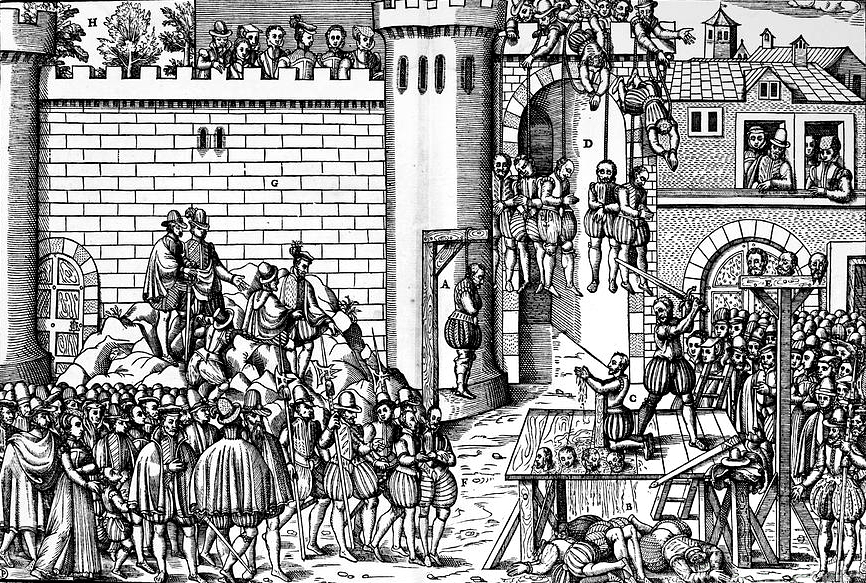
1560: Hinrichtungen nach der Verschwörung

- 1560: Hugenotten und unzufriedene Adlige wagen den entscheidenden Schlag in der Verschwörung von Amboise. Der Sturm auf das Schloss Amboise, um den französischen König Franz II. in ihre Gewalt zu bringen, schlägt jedoch fehl, hunderte Verschwörer sterben in den folgenden Tagen.
- 1677: François-Henri de Montmorency-Luxembourg erobert mit seinen Truppen im Holländischen Krieg die belagerte Stadt Valenciennes für Frankreich.

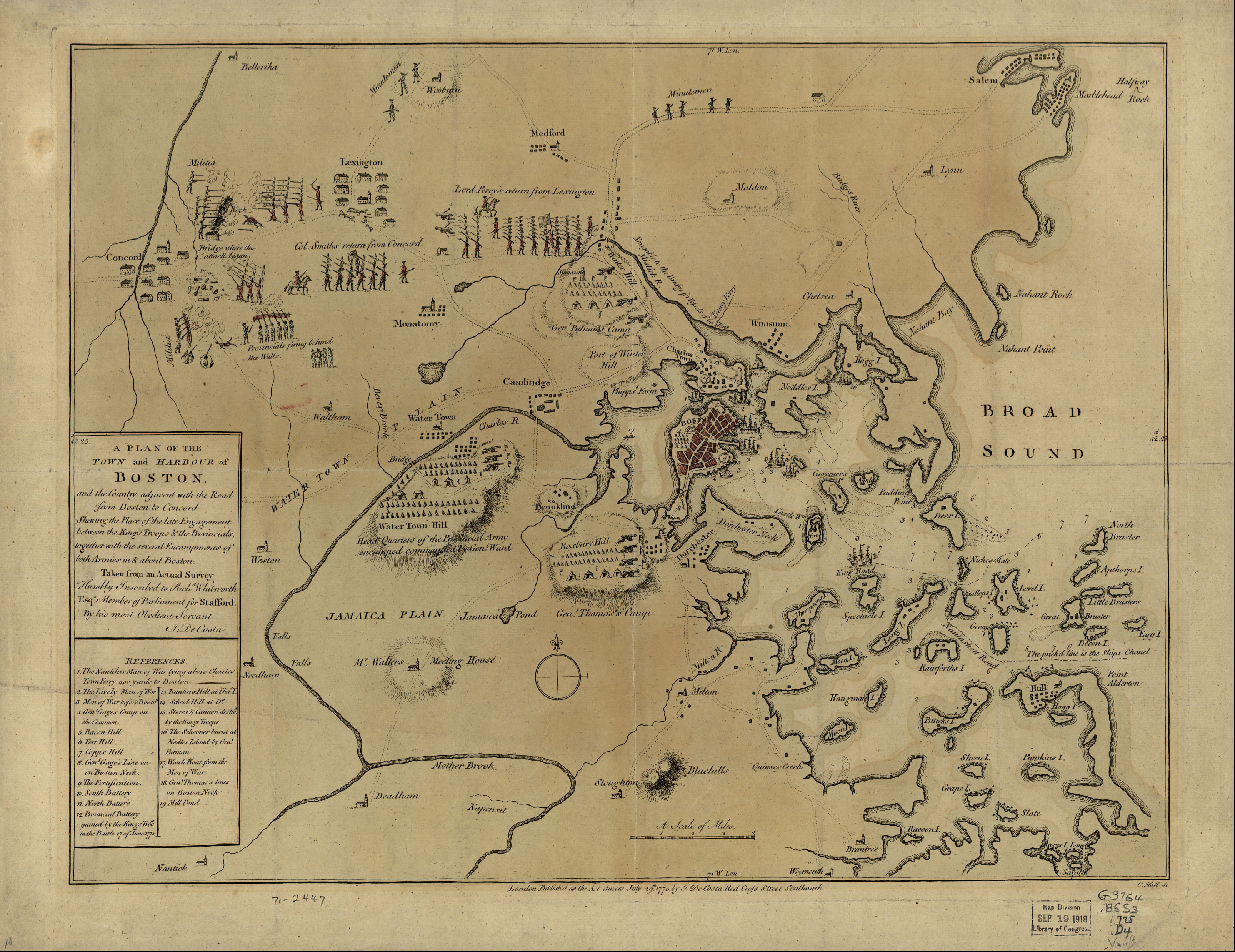
1776: Belagerung von Boston

- 1776: Die britischen Truppen beginnen damit, Boston auf dem Seeweg zu räumen. Im Amerikanischen Unabhängigkeitskrieg ist es Einheiten unter dem Befehl von George Washington und Henry Knox gelungen, ihre Artillerie in günstige Stellungen zu positionieren, welche die Stadt bestreichen können. Der gegnerische Befehlshaber William Howe ordnet daher eine Evakuierung der belagerten Stadt an.

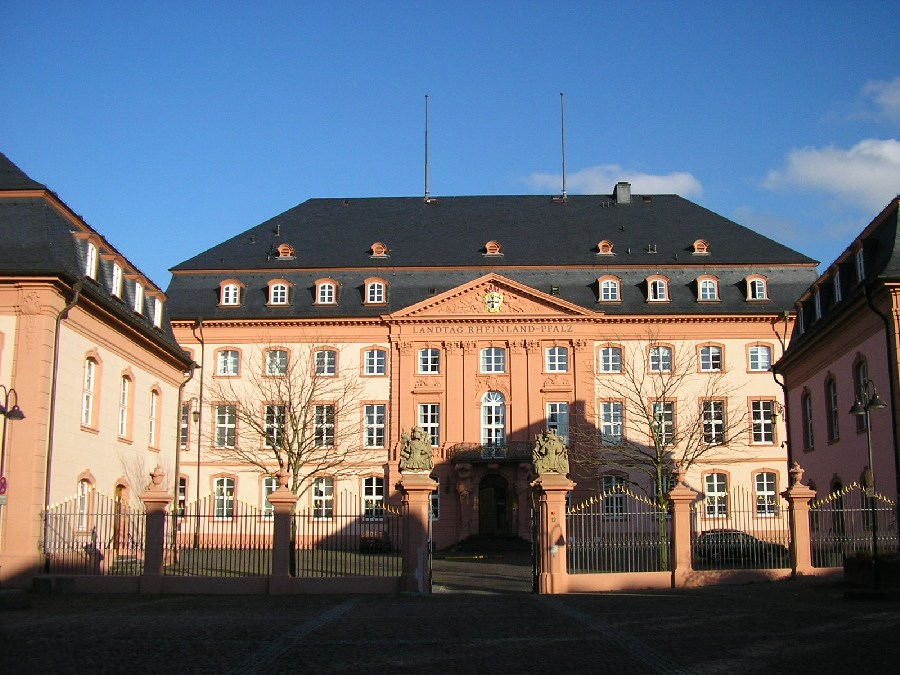
1793: Deutschhaus Mainz

- 1793: Im Deutschhaus Mainz tritt der am 24. Februar gewählte Rheinisch-Deutsche Nationalkonvent der Mainzer Republik zusammen. Es ist das erste nach demokratischen Prinzipien gewählte Parlament auf deutschem Boden.

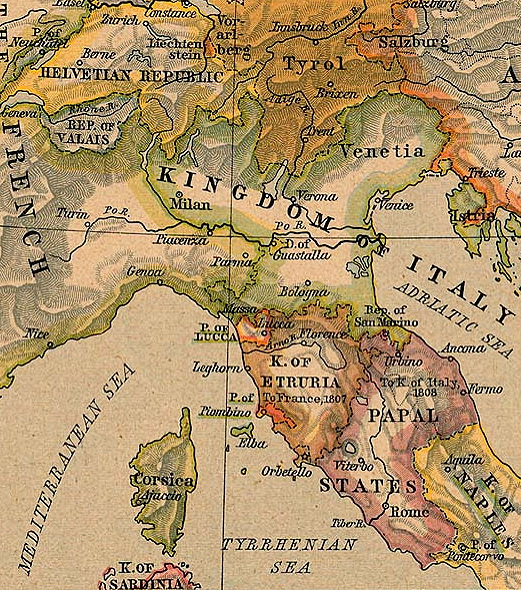
1805: Königreich Italien

- 1805: Frankreichs Kaiser Napoleon Bonaparte wird in Personalunion Herrscher im neu geschaffenen Königreich Italien. Die aufgelöste Cisalpinische Republik wird in den neuen Staat eingegliedert.
- 1813: Der Aufruf An Mein Volk von König Friedrich Wilhelm III. markiert für Preußen den Beginn der Befreiungskriege gegen Napoleon Bonaparte. Gleichzeitig wird die Landwehr eingeführt.
- 1824: Im Londoner Vertrag regeln Großbritannien und die Niederlande ihre Beziehungen nach Ostindien. Sumatra wird den Holländern zugestanden.

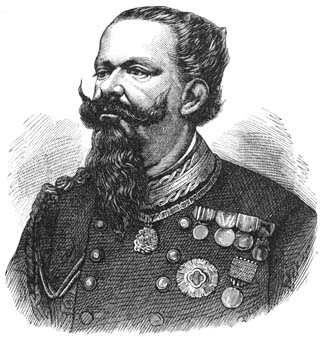
1861: Vittorio Emanuele II.

- 1861: Nach der Einigung zwischen Giuseppe Garibaldi und Camillo Benso von Cavour wird in Turin das im Zuge des Risorgimento aus dem Königreich Sardinien-Piemont hervorgegangene neue Königreich Italien unter König Viktor Emanuel II. ausgerufen. Graf Cavour wird erster italienischer Ministerpräsident.
- 1917: In Kyjiw wurde die ukrainische Zentralrada, das politische Entscheidungsorgan der Ukrainischen Volksrepublik, gegründet.
- 1920: In Berlin bricht der Kapp-Putsch gegen die Regierung der Weimarer Republik zusammen. Den Putschisten Wolfgang Kapp und Walther von Lüttwitz gelingt jedoch die Flucht ins Ausland. Die am Putsch maßgeblich beteiligte Brigade Ehrhardt wird von Reichswehrminister Gustav Noske als Ordnungsmacht in Berlin belassen.
- 1934: In den Römischen Protokollen vereinbaren Italien, Österreich und Ungarn eine engere wirtschaftliche Zusammenarbeit.
- 1934: In Nigeria wird die Lagos Youth Movement (seit 1936 Nigerian Youth Movement) gegründet. Die neue Partei vertritt vehementer als die regierende Nigerian National Democratic Party eine unabhängigere Rolle Nigerias im Commonwealth, z. B. als Dominion wie Kanada oder Australien. Sie wird die Wahlen 1938 gewinnen.[1]
- 1942: Im Rahmen der „Aktion Reinhardt“ genannten systematischen Ermordung der polnischen Juden durch die Nationalsozialisten trifft der erste Zugtransport im Vernichtungslager Belzec ein.

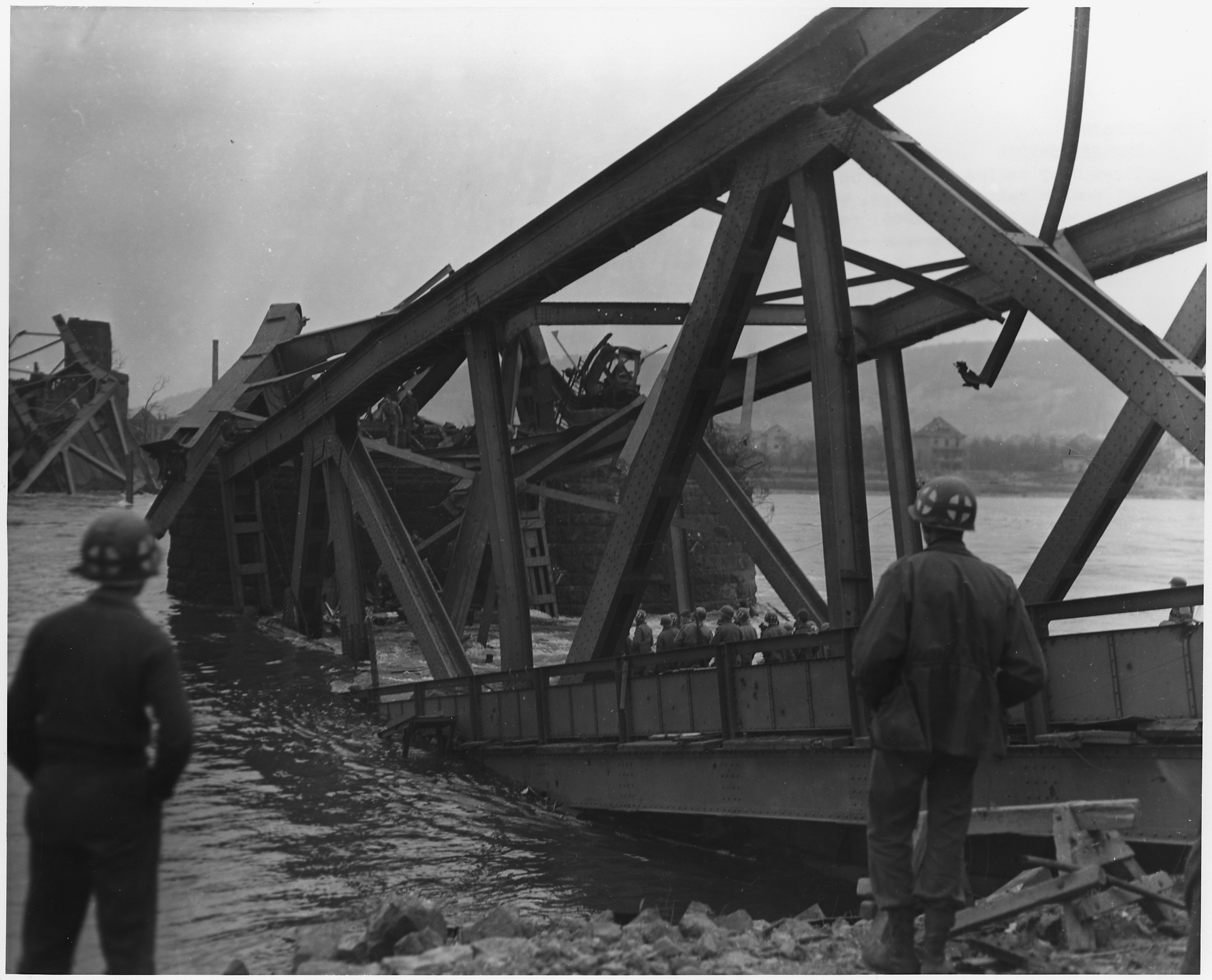
1945: Die Brücke von Remagen nach dem Zusammenbruch

- 1945: Die Ludendorff-Brücke zwischen Remagen und Erpel, zu dieser Zeit die einzige noch intakte Rheinbrücke, stürzt 10 Tage nach ihrer Einnahme durch die Alliierten im Zweiten Weltkrieg ein. Dabei kommen 32 US-amerikanische Pioniere ums Leben.
- 1948: Der Brüsseler Pakt als Vorläufer der Westeuropäischen Union (WEU) wird von Großbritannien, Frankreich, Belgien, den Niederlanden und Luxemburg unterzeichnet.
- 1959: Der Dalai Lama Tenzin Gyatso flieht nach Indien, nachdem der Aufstand der Tibeter gegen die chinesische Herrschaft gescheitert ist.

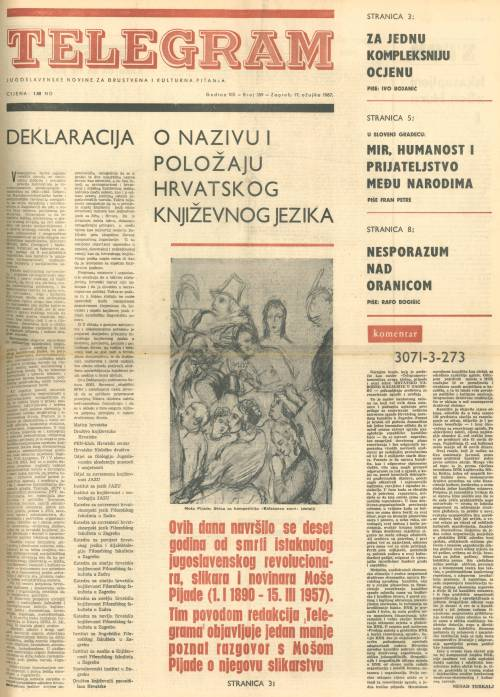
1967: Veröffentlichung der Deklaration

- 1967: Der kroatische Kulturverein Matica hrvatska veröffentlicht gemeinsam mit anderen Vereinen die Deklaration über die Bezeichnung und Stellung der kroatischen Schriftsprache und löst damit den Kroatischen Frühling in Jugoslawien aus.
- 1969: Golda Meir wird als Nachfolgerin des verstorbenen Levi Eschkol zur israelischen Ministerpräsidentin gewählt.
- 1992: In Südafrika stimmen in einem Referendum 68,7 Prozent der Weißen für eine Abschaffung der Apartheid.
- 1992: Die Explosion einer Autobombe vor der israelischen Botschaft in Buenos Aires fordert 29 Todesopfer und über 200 Verletzte.
- 1995: In Aserbaidschan scheitert ein Putschversuch von Teilen des Militärs. Dabei wird der Anführer der Putschisten, Vizeinnenminister Rowschan Dschawadow, getötet.

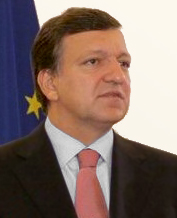
2002: José Manuel Barroso

- 2002: Nach sechsjähriger Regierungszeit der Sozialisten gewinnt der konservative Partido Social Democrata unter José Manuel Barroso die Parlamentswahlen in Portugal bei einer Wahlbeteiligung von 62,3 % mit relativer Mehrheit.
- 2004: Nachdem albanische Medien mit Sensationsberichten die Stimmung angeheizt haben, kommt es zu Aufständen der Kosovo-Albaner, die sich gegen die im Kosovo verbliebenen Serben richten. Dabei werden 19 Personen getötet und rund 900 verletzt.
- 2005: Zum ersten Mal in der deutschen Geschichte kommt es bei einer Wahl zum Ministerpräsidenten in Schleswig-Holstein zu keinem Ergebnis. Weder Heide Simonis (SPD) noch Peter Harry Carstensen (CDU) erreichen eine Mehrheit, so dass nach vier erfolglosen Wahlgängen die Wahl ausgesetzt wird.
- 2009: Nachdem am Vortag Militäreinheiten den Präsidentschaftspalast besetzt haben, tritt der Präsident Madagaskars, Marc Ravalomanana, zurück und übergibt die Amtsgeschäfte an ein Militärdirektorium unter der Leitung von Vizeadmiral Appolite Ramaroson Rarison, das es jedoch ablehnt, die Macht zu übernehmen und Oppositionsführer Andry Rajoelina zum Präsidenten erklärt.
- 2011: Der Sicherheitsrat der Vereinten Nationen verhängt mit der Resolution 1973 angesichts des Bürgerkriegs in Libyen eine Flugverbotszone.

### Wirtschaft
- 1798: Die Niederländische Ostindien-Kompanie, eines der größten Handelsunternehmen seiner Zeit, wird nach 196-jährigem Bestehen aufgelöst.

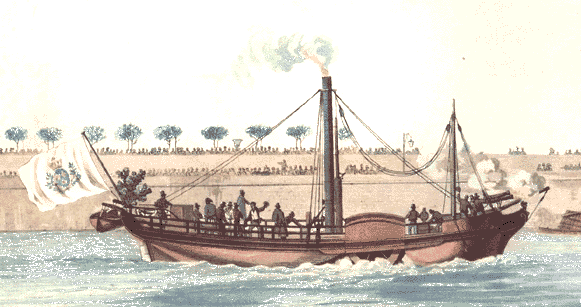
1816: Dampfschiff Èlise

- 1816: Das erste Dampfschiff überquert den Ärmelkanal. Die Élise fährt von Newhaven nach Le Havre, wo sie zum Passagierverkehr in Frankreich dienen soll.
- 1845: Der Brite Stephen Perry erhält ein Patent auf das von ihm erfundene Gummiband.
- 1922: Das Statistische Reichsamt veröffentlicht den ersten amtlichen Aktienindex in Deutschland.
- 1929: Wilhelm von Opel und sein Bruder Friedrich Opel verkaufen die Mehrheit der Aktien ihrer Automobilfirma Opel an den amerikanischen Automobilkonzern General Motors.
- 1960: Der Deutsche Bundestag beschließt, die staatliche Wolfsburger Volkswagen GmbH zu privatisieren. Das Unternehmen wird in eine Aktiengesellschaft umgewandelt. 60 Prozent der Anteile werden Privatpersonen als Volksaktien zum Kauf angeboten.
- 1968: Die Zentralbanken der westlichen Länder heben formell ihre Verpflichtung auf, dass die nationale Währung in erster Linie durch Gold gedeckt sein müsse. Der Goldstandard wird damit aufgegeben.
- 1999: Die Thyssenkrupp AG entsteht mit der Eintragung im Handelsregister. Deutschlands größtes Stahl- und Rüstungsunternehmen geht aus dem Zusammenschluss der Stahlkonzerne Thyssen AG in Düsseldorf und der Friedr. Krupp AG Hoesch-Krupp in Essen hervor.

### Wissenschaft und Technik

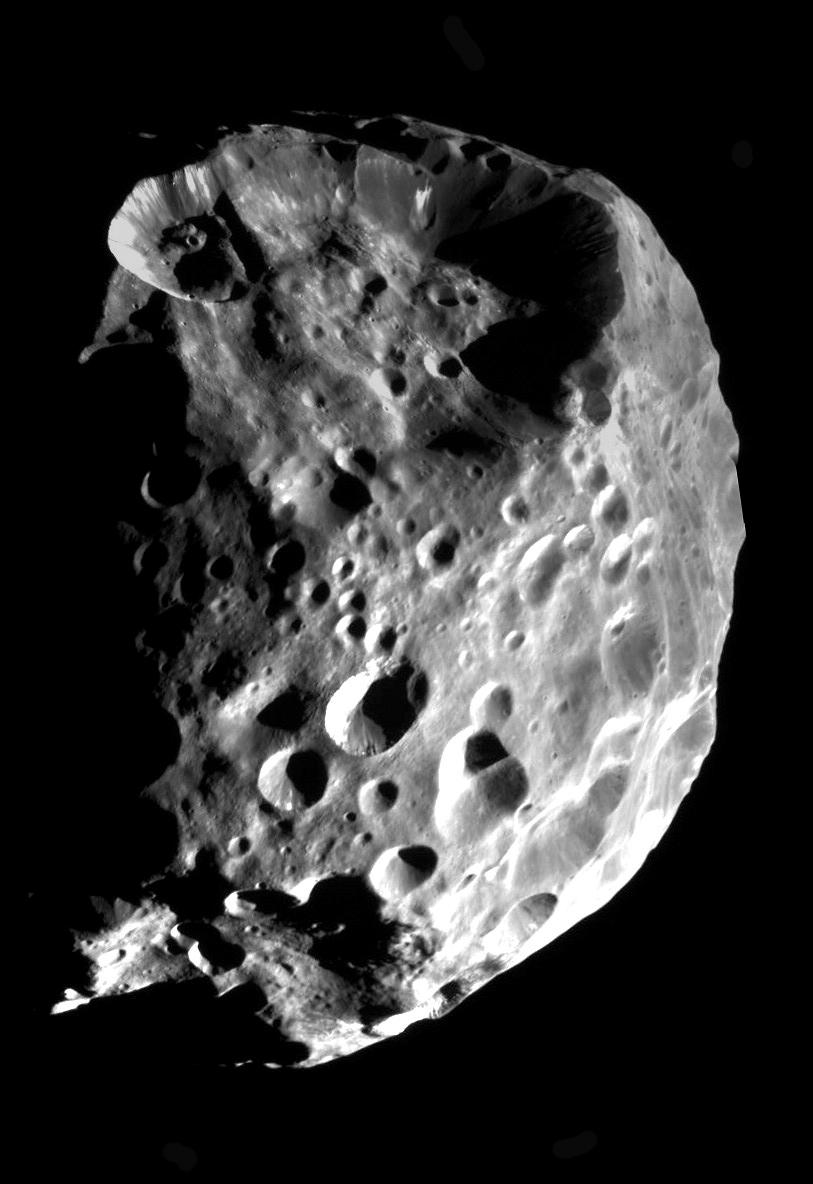
1899: Saturnmond Phoebe

- 1899: Der Astronom William Henry Pickering entdeckt bei der Auswertung von am 16. August 1898 aufgenommenen Fotoplatten den Mond Phoebe, den neunten Begleiter des Planeten Saturn.
- 1905: Im „Annus mirabilis“ der Physik reicht Albert Einstein die erste von vier bahnbrechenden Arbeiten bei den Annalen der Physik ein: In Über einen die Erzeugung und Verwandlung des Lichtes betreffenden heuristischen Gesichtspunkt erklärt er den photoelektrischen Effekt. Hierfür wurde ihm im November 1922 der Nobelpreis für Physik für 1921 verliehen.
- 1908: In England gelingt die erste Festnahme eines Straftäters mit Hilfe von Bildtelegrafie. Ein französischer Juwelenräuber wird dingfest gemacht, nachdem der Daily Mirror ein Fahndungsfoto abgedruckt hat, das kurz zuvor von Paris nach London übermittelt worden ist.
- 1950: An der University of California, Berkeley geben die Atomphysiker Albert Ghiorso und Glenn T. Seaborg die erfolgreiche Herstellung eines Transurans bekannt, dem sie den Namen Californium geben.
- 1958: Vanguard 1, der erste mit Solarzellen betriebene Satellit, wird vom United States Naval Research Laboratory in die Erdumlaufbahn gebracht, aus der er dank seiner Energieversorgung jahrelang wissenschaftliche Daten zur Erde liefert. Heute ist Vanguard 1 das älteste künstliche Objekt in der Erdumlaufbahn.
- 2000: In Berlin wird das Museum für Kommunikation im ehemaligen Gebäude des Reichspostmuseums eröffnet.

### Kultur

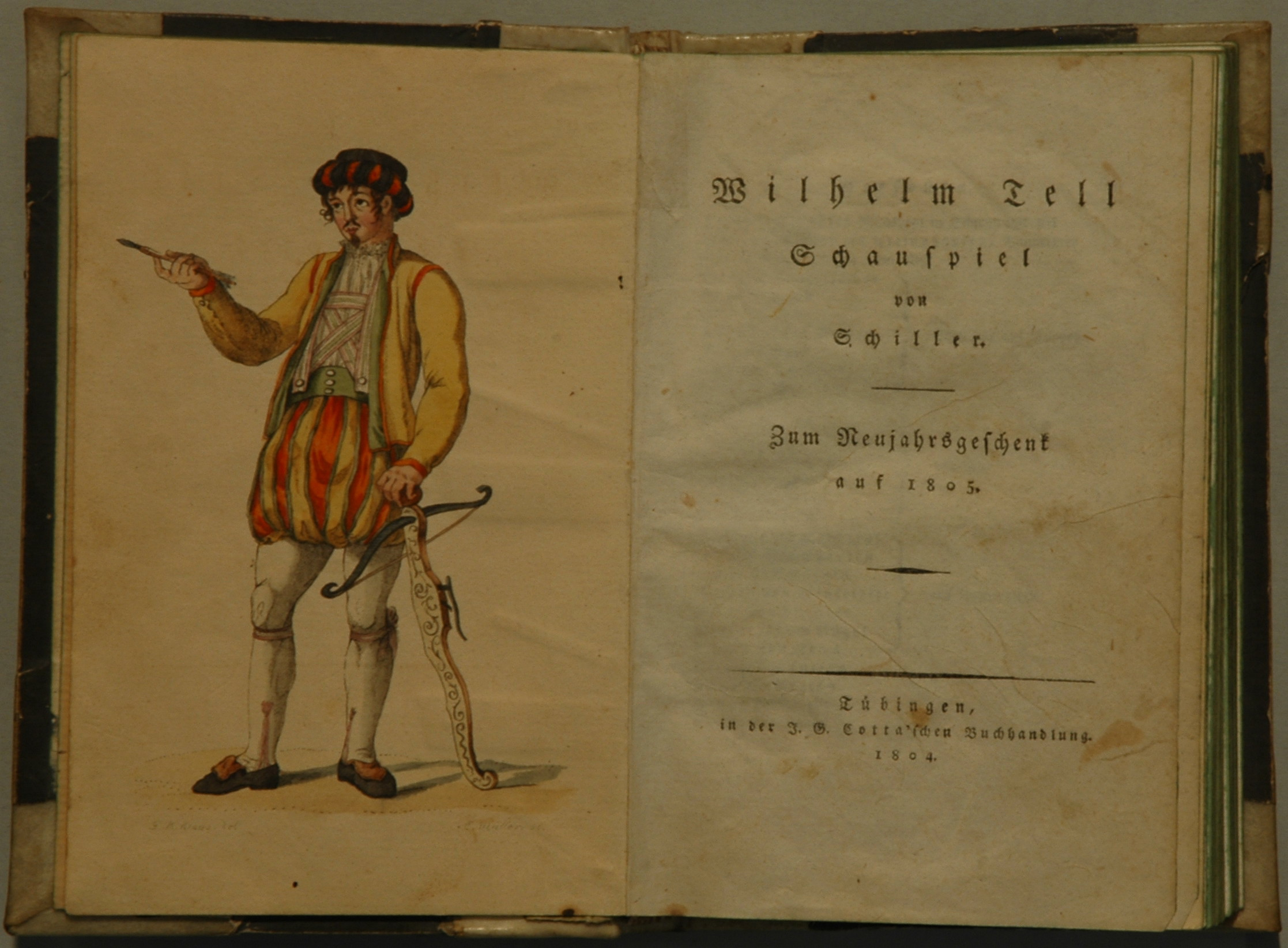
1804: Wilhelm Tell, Erstdruck

- 1804: Friedrich Schillers Schauspiel Wilhelm Tell hat seine Uraufführung am Weimarer Hoftheater unter der Regie von Johann Wolfgang von Goethe, der zu diesem Zeitpunkt Intendant des Theaters ist.

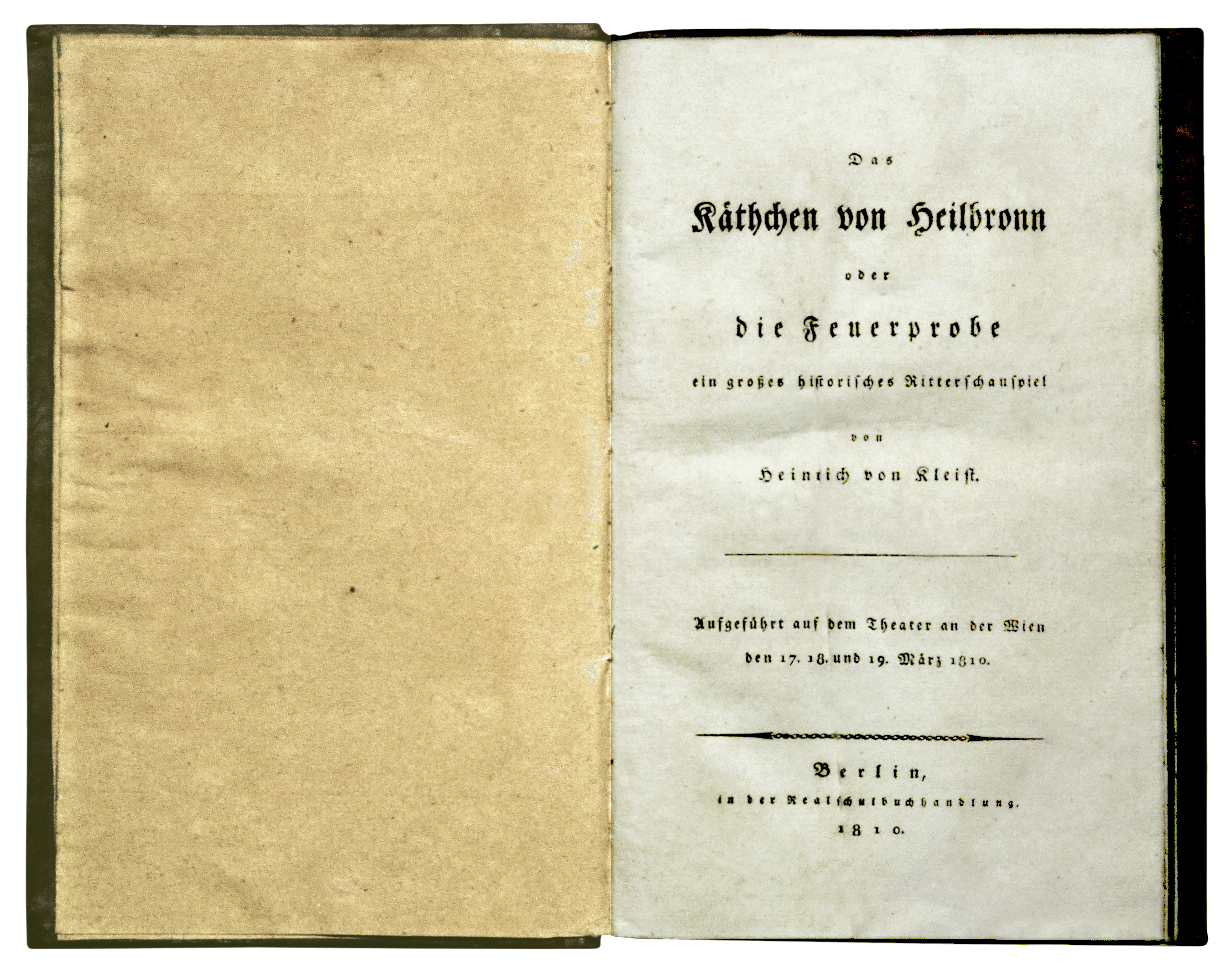
1810: Erstdruck Das Käthchen von Heilbronn

- 1810: Das Drama Das Käthchen von Heilbronn von Heinrich von Kleist wird am Theater an der Wien uraufgeführt und erreicht bald einen hohen Bekanntheitsgrad.
- 1830: Frédéric Chopin gibt sein erstes eigenes Konzert im Nationaltheater von Warschau, bei dem das von ihm komponierte Konzert für Klavier und Orchester F-Moll op. 21 uraufgeführt wird.
- 1846: Die Oper Attila von Giuseppe Verdi nach der Tragödie Attila, König der Hunnen von Zacharias Werner wird „mit anständigem Erfolg“ im Teatro La Fenice in Venedig uraufgeführt.
- 1848: Unter dem Eindruck der Märzrevolution in Deutschland schreibt der Dichter Ferdinand Freiligrath in London das später vertonte Gedicht Schwarz, Roth, Gold.
- 1883: Die Uraufführung des Dramas Dejanice von Alfredo Catalani findet am Teatro alla Scala in Mailand statt.
- 1932: Die Uraufführung der Oper La donna serpente (Die Frau als Schlange) von Alfredo Casella mit dem Libretto nach Carlo Gozzi erfolgt am Teatro Reale in Rom.

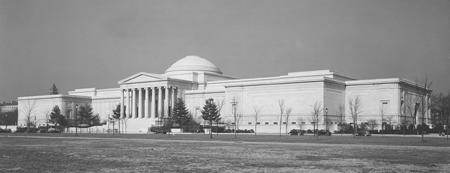
1941: National Gallery of Art

- 1941: Die National Gallery of Art, eines der bedeutendsten Kunstmuseen der Welt, wird in Washington eröffnet. Sie erhält die von Andrew W. Mellon gespendete Kunstsammlung.
- 1951: An der Städtischen Oper Berlin erfolgt die Probeaufführung der Oper Das Verhör des Lukullus von Paul Dessau mit dem Text von Bertolt Brecht. Die öffentliche Uraufführung mit dem endgültigen Titel Die Verurteilung des Lukullus erfolgt am 12. Oktober.
- 1959: Die Goldenen Löwen von Radio Luxemburg werden erstmals verliehen. Vergeben werden allerdings nur drei Bronzelöwen an Cornelia Froboess, Peter Kraus und Fred Bertelmann.

### Gesellschaft
- 1985: Richard Ramírez begeht in Los Angeles zwei Morde an einem Tag, wodurch die Medien erstmals auf den Serienmörder aufmerksam werden.
- 2000: In Uganda werden über 500 Anhänger der Bewegung zur Wiederherstellung der Zehn Gebote von Sektenführer Joseph Kibwetteere in einer Kirche in Kanungu eingesperrt und bei lebendigem Leib verbrannt, nachdem sie ihr der Sekte geschenktes Eigentum zurückverlangt haben, weil der prophezeite Weltuntergang am 31. Dezember 1999 ausgeblieben ist.

### Religion
- 1513: Sechs Tage nach seiner Wahl zum Papst wird Leo X. zum Bischof geweiht, um seine Krönung am 19. März zu ermöglichen.
- 1856: In der Enzyklika Singulari quidem lobt Papst Pius IX. das mit dem Kaisertum Österreich abgeschlossene Konkordat. Er weist ferner den Klerus auf böse Machenschaften hin, die den Fortschritt der Kirche bedrohen.

### Katastrophen
- 1800: Vor Livorno sinkt das britische Linienschiff HMS Queen Charlotte nach einem Brand an Bord und einer Explosion. Dabei sterben 673 Personen.
- 1891: Das britische Passagierschiff Utopia kollidiert im Hafen von Gibraltar mit dem Linienschiff HMS Anson und sinkt innerhalb von fünf Minuten. 535 Menschen kommen ums Leben.

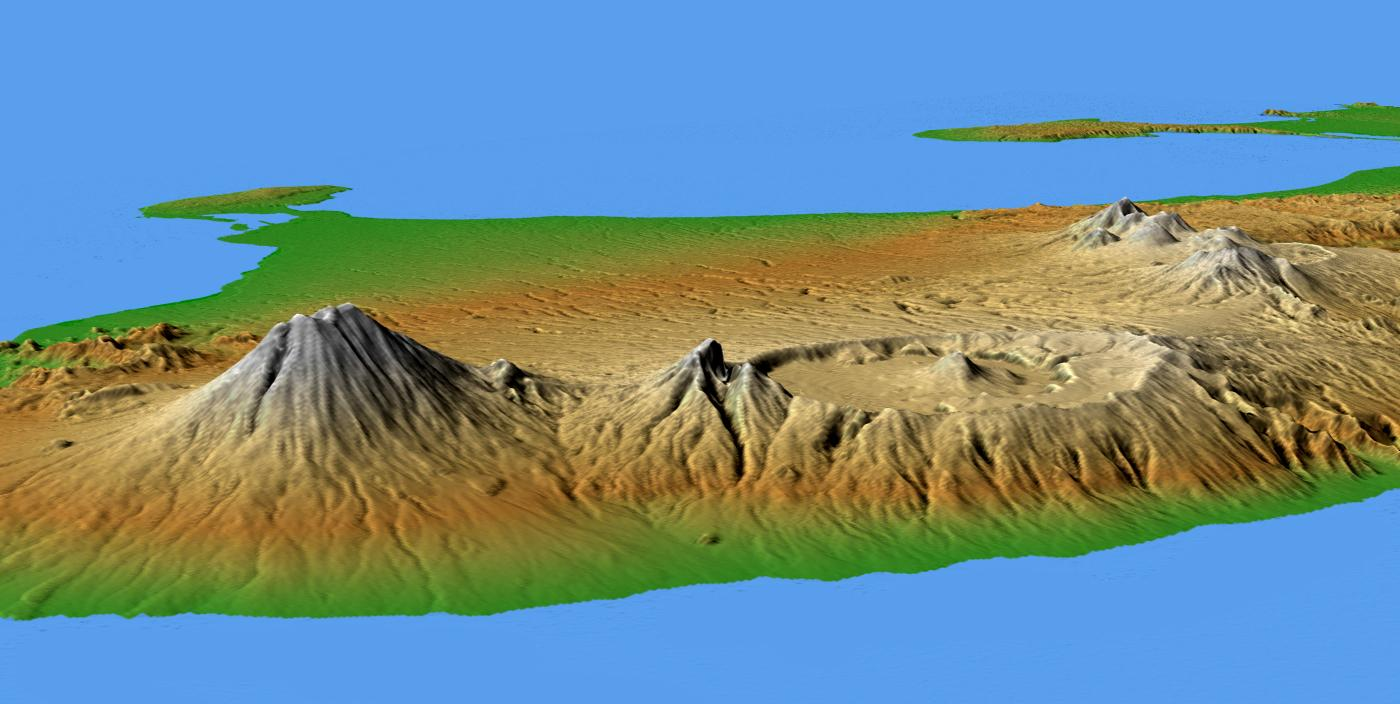
1963: Gunung Agung

- 1963: Der Ausbruch des Vulkans Agung auf der Insel Bali in Indonesien fordert über 1100 Tote.
- 1988: Flug 410 der kolumbianischen Fluglinie Avianca stürzt in der Nähe der kolumbianischen Stadt Cúcuta ab. Alle 136 Passagiere und 7 Besatzungsmitglieder der Boeing 727 kommen ums Leben.

Kleinere Unglücksfälle sind in den Unterartikeln von Katastrophe und in der Liste von Katastrophen aufgeführt.

### Sport
- 1991: In einem Dopingtest wird bei dem Fußballer Diego Maradona der Gebrauch von Kokain festgestellt. Sein Vertrag mit dem SSC Neapel wird beendet und ihm wird eine 15 Monate dauernde Sperre auferlegt.
- 1994: Der Finne Toni Nieminen steht auf der Skiflugschanze in Planica als erster Skispringer einen Sprung von 203 Meter, nachdem zuvor der Österreicher Andreas Goldberger als erster Mensch auf über 200 Meter gesprungen, aber gestürzt war.
- 1996: Sri Lanka gewinnt den sechsten Cricket World Cup in Indien, Pakistan und Sri Lanka, indem sie im Finale Australien mit 7 Wickets besiegt.

Einträge von Leichtathletik-Weltrekorden befinden sich unter der jeweiligen Disziplin unter Leichtathletik.

## Geboren

### Vor dem 18. Jahrhundert
- 1231: Shijō, Kaiser von Japan

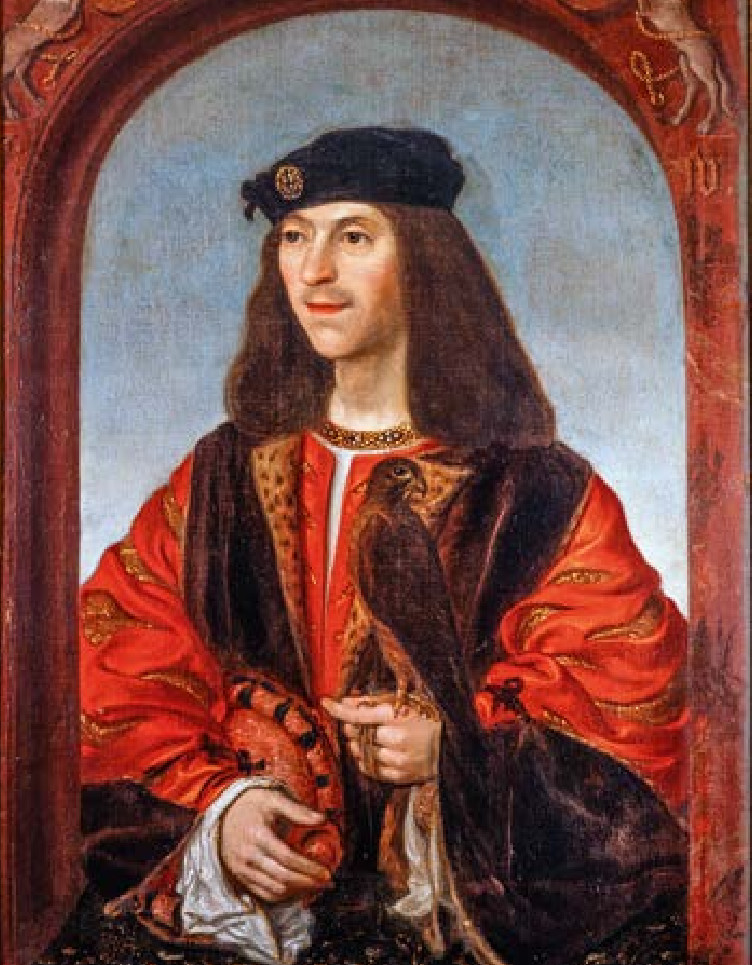
Jakob IV. (* 1473)

- 1473: Jakob IV., König von Schottland
- 1484: John Sackville, englischer Verwalter und Abgeordneter
- 1489: Gabriel von Salamanca-Ortenburg, österreichischer Generalschatzmeister und Hofkanzler
- 1503: Niccolò Ardinghelli, italienischer Geistlicher, Bischof von Fossombrone, Kardinal
- 1519: Thoinot Arbeau, französischer Kanoniker und Choreograf
- 1537: Toyotomi Hideyoshi, japanischer Feldherr und Politiker
- 1540: Bernhard VII., Fürst von Anhalt
- 1578: Francesco Albani, italienischer Maler
- 1591: Gerard Seghers, flämischer Maler
- 1599: Friedrich Runge, erster brandenburgischer Kanzler in Hinterpommern
- 1605: Georg II., Landgraf von Hessen-Darmstadt
- 1611: Robert Douglas, schottisch-schwedischer Feldmarschall
- 1615: Gregorio Carafa, Großmeister des Malteserordens
- 1623: Karl II. von Liechtenstein-Kastelkorn, deutscher Geistlicher, Bischof von Olmütz, Fürstbischof von Breslau
- 1628: François Girardon, französischer Bildhauer
- 1628: Johannes Scheibler, deutscher Geistlicher und Professor
- 1651: Johann Christian Frisch, österreichischer Bildhauer und Tischler
- 1665: Élisabeth Jacquet de La Guerre, französische Komponistin und Cembalistin
- 1670: Caspar Nicolaus Overbeck, deutscher Theologe
- 1671: Kaspar Ignaz von Künigl, Fürstbischof von Brixen
- 1685: Jean-Marc Nattier, französischer Maler
- 1686: Jean-Baptiste Oudry, französischer Maler
- 1689: Johann Christian Adami der Jüngere, deutscher Theologe
- 1693: Elisabeth Auguste Sofie von der Pfalz, Kurfürstin von der Pfalz
- 1696: Ludwig Batthyány, ungarischer Hofkanzler und Palatin
- 1696: Johann Christian Dotzauer, deutscher Orgelbauer

### 18. Jahrhundert
- 1708: Johanna Magdalena von Sachsen-Weißenfels, sächsische Adlige, Herzogin von Kurland
- 1733: Carsten Niebuhr, deutsch-dänischer Forschungsreisender
- 1741: William Withering, britischer Mediziner
- 1743: Johann Georg Meusel, deutscher Historiker und Lexikograf
- 1751: Andreas Dahl, schwedischer Botaniker
- 1754: Jeanne-Marie Roland de la Platière, französische Revolutionärin
- 1768: Kaʻahumanu, regierende Königin von Hawaiʻi
- 1771: Karl Theodor von Pappenheim, bayerischer Feldzeugmeister, letzter regierender Reichsgraf der Grafschaft Pappenheim
- 1772: Charles Victoire Emmanuel Leclerc, französischer General
- 1775: Ninian Edwards, US-amerikanischer Politiker, (Territorial-)Gouverneur von Illinois, Senator
- 1776: Joel Abbot, US-amerikanischer Politiker, Mitglied des Repräsentantenhauses
- 1780: Thomas Chalmers, schottischer Theologe und Schriftsteller, Begründer der Freien Kirche Schottlands
- 1780: August Crelle, deutscher Mathematiker, Architekt und Ingenieur
- 1782: Franz Körte, deutscher Natur- und Agrarwissenschaftler
- 1782: Sophie von Kühn, Verlobte Friedrich von Hardenbergs (Novalis)
- 1784: Egid von Löhr, deutscher Jurist und Hochschullehrer
- 1786: Florentin zu Salm-Salm, Fürst zu Salm-Salm

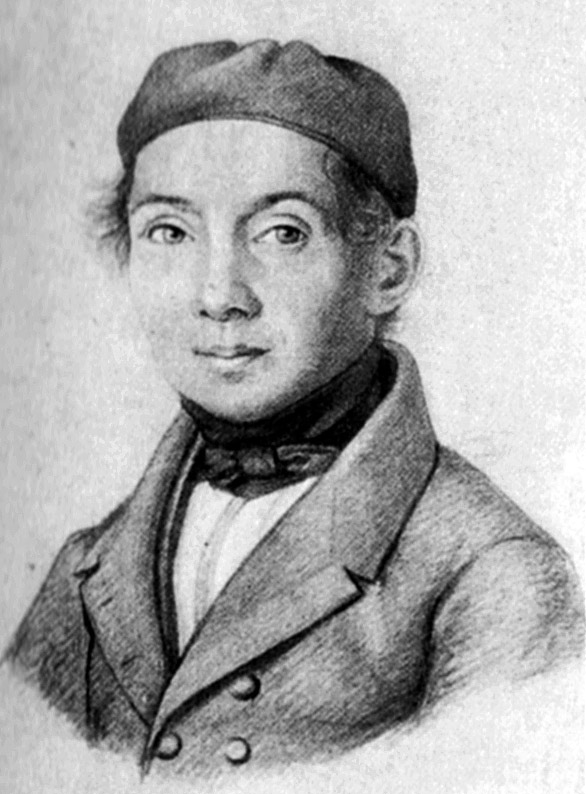
Karl Wilhelmi (* 1786)

- 1786: Karl Wilhelmi, deutscher Theologe, Begründer der Altertumsforschung in Südwestdeutschland
- 1788: Heinrich von Heß, österreichischer Feldmarschall
- 1790: Ludwig von Haenlein, deutscher Diplomat
- 1800: Ewald Rudolf Stier, deutscher Theologe

### 19. Jahrhundert

#### 1801–1850
- 1804: Jim Bridger, US-amerikanischer Trapper, Kundschafter und Entdecker

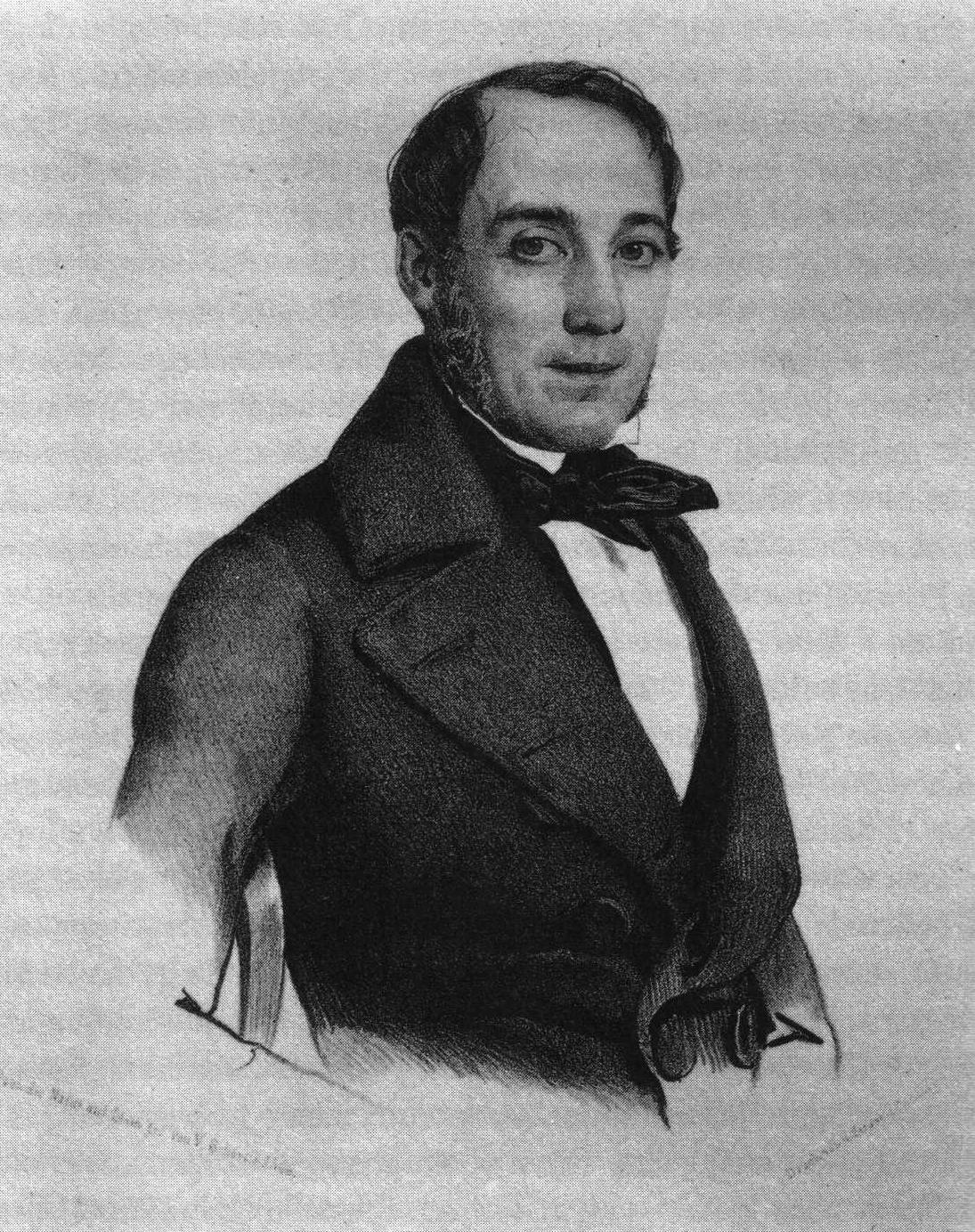
Karl Mathy (* 1807)

- 1807: Karl Mathy, deutscher Journalist, Politiker und Bankier, Mitglied der Frankfurter Nationalversammlung, badischer Staatsminister
- 1809: Wilhelm Lenk von Wolfsberg, k. u. k. Feldzeugmeister und Naturwissenschaftler
- 1811: Karl Gutzkow, deutscher Schriftsteller, Dramatiker und Journalist
- 1813: Anton Dominik von Fernkorn, deutscher Bildhauer und Bildgießer
- 1813: Kamehameha III., König von Hawaiʻi
- 1815: Christian Wilhelm Bernhardt, deutscher Pädagoge und Heimatforscher
- 1818: Benedikt Latzl, mährischer Orgelbauer
- 1822: Louis Preller, deutscher Landschafts- und Marinemaler
- 1822: Muhammad Said, Wali (Gouverneur) der osmanischen Provinz Ägypten
- 1823: Peter Imandt, deutscher Vertreter der Arbeiterbewegung und Revolutionär
- 1828: D. Wyatt Aiken, US-amerikanischer Politiker, Mitglied des Repräsentantenhauses
- 1828: Albert Keith Smiley, US-amerikanischer Quäker, Pädagoge und Philanthrop
- 1832: Walter Q. Gresham, US-amerikanischer Jurist und Politiker, Post-, Finanz- und Außenminister
- 1833: Hedwig Henrich-Wilhelmi, deutsche Schriftstellerin, Freidenkerin und Frauenrechtlerin
- 1834: Waldemar Atzpodien, deutscher Gutsbesitzer und Lokalpolitiker

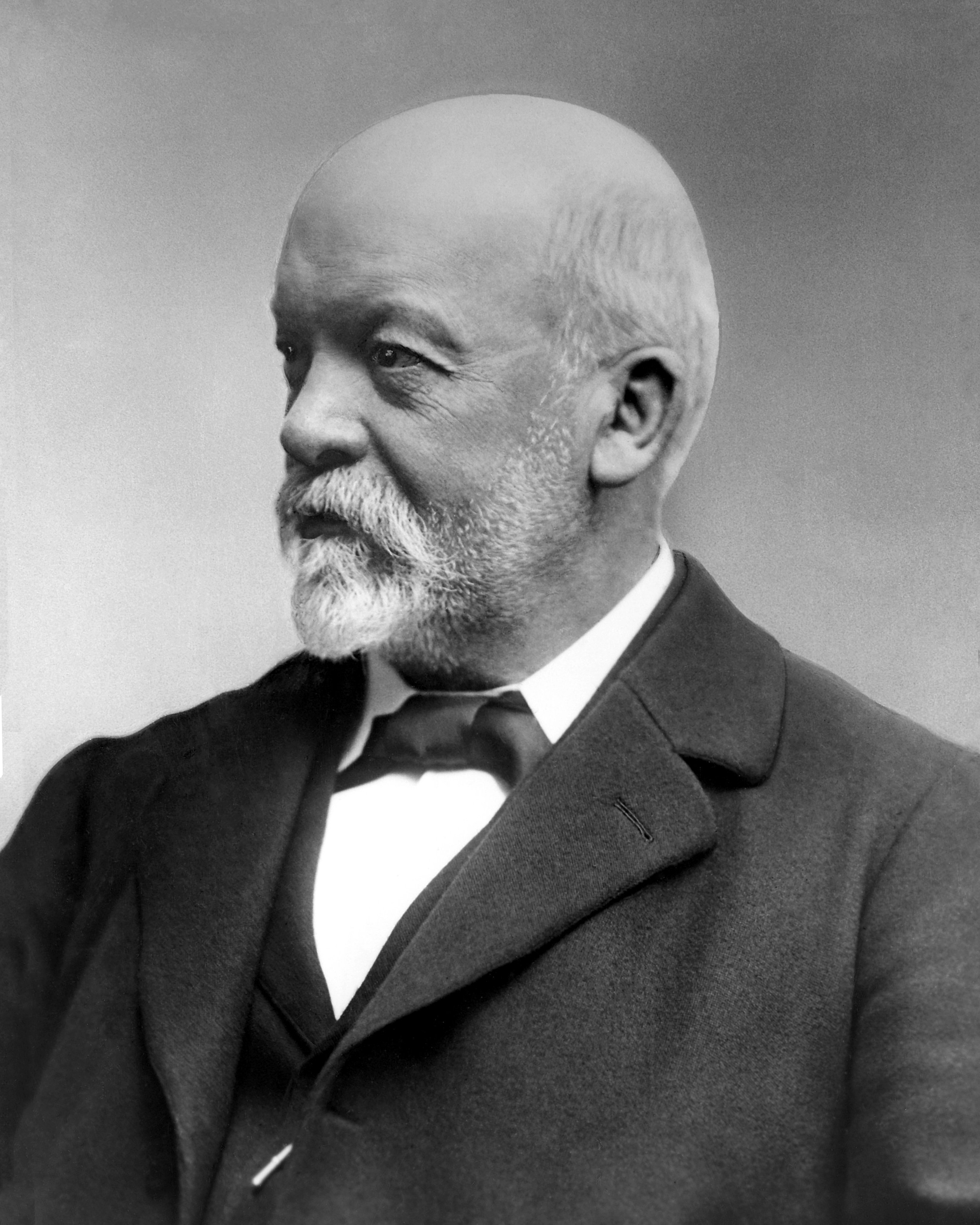
Gottlieb Daimler (* 1834)

- 1834: Gottlieb Daimler, deutscher Ingenieur, Konstrukteur und Unternehmer
- 1835: Hermann von der Goltz, deutscher Theologe und Kirchenpolitiker
- 1836: Lucian Müller, deutscher Gelehrter
- 1837: Horace Parnell Tuttle, US-amerikanischer Astronom
- 1839: Josef Gabriel Rheinberger, Liechtensteiner Komponist
- 1839: Hendrik Wefers Bettink, niederländischer Pharmakologe

Gertraut Chales de Beaulieu (* 1846)

- 1846ː Gertraut Chales de Beaulieu, deutsche Schriftstellerin
- 1846: Kate Greenaway, britische Aquarellmalerin und Illustratorin von Kinderbüchern
- 1849: Jacques Rutty, Schweizer Jurist und Politiker
- 1849: Carl Zaar, deutscher Architekt

#### 1851–1900
- 1852: Eugen Landau, deutscher Bankier, Industrieller und Philanthrop
- 1854: Josip Lendovšek, slowenischer Philologe und Pädagoge
- 1855: Ole Andreas Øverland, norwegischer Historiker
- 1858: Policarpo Bonilla, Präsident von Honduras
- 1859: Albert Vater, deutscher Politiker

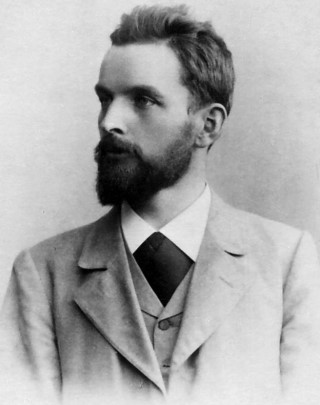
Silvio Gesell (* 1862)

- 1862: Silvio Gesell, deutscher Wirtschaftswissenschaftler
- 1862: Heinrich Vogelsang, deutscher Kaufmann und Konsul
- 1864: Alwin Reinhold Korselt, deutscher Mathematiker
- 1865: Gabriel Narutowicz, polnischer Wasserbauingenieur und Politiker, erster Präsident der Zweiten Polnischen Republik
- 1866: Alice Austen, US-amerikanische Fotografin
- 1868: Nathan E. Kendall, US-amerikanischer Politiker, Mitglied des Repräsentantenhauses, Gouverneur von Iowa
- 1870: Per Steenberg, norwegischer Organist und Komponist
- 1870: Franz Josef Swoboda, österreichischer Orgelbauer
- 1873: Wilhelm Kreis, deutscher Architekt
- 1876ː Maria Wellauer, schweizerische Mitbegründerin der Ordensgemeinschaft der Kanisiusschwestern
- 1877: Otto Gross, österreichischer Arzt und Revolutionär
- 1879: Hugo Küttner, deutscher Unternehmer, Kunstseideproduzent in Pirna
- 1880: Julius Bamberger, deutscher Kaufhausbesitzer in Bremen
- 1880: Guillermo Uribe Holguín, kolumbianischer Komponist
- 1880: Lawrence Oates, britischer Polarforscher
- 1881: Walter Rudolf Hess, Schweizer Neurophysiologe

Helene Weber (* 1881)

- 1881: Helene Weber, deutsche Politikerin, MdR, MdL, MdB, Frauenrechtlerin, eine der vier „Mütter des Grundgesetzes“
- 1882: Franz Grell, deutscher Drogist, Autor und Politiker
- 1883: Johan Bierens de Haan, niederländischer Biologe und Ethologe
- 1884: Joseph Bonnet, französisch-kanadischer Organist, Komponist und Musikpädagoge
- 1884: Édouard Mignan, französischer Organist und Komponist
- 1884: Javier Rengifo, chilenischer Komponist
- 1884: Ralph Rose, US-amerikanischer Leichtathlet, Olympiasieger
- 1885: Fridolin Gallati, Schweizer Unternehmer
- 1886: Emil Stumpp, deutscher Lehrer, Maler und Pressezeichner
- 1888: Eduard Fraenkel, deutsch-britischer Altphilologe
- 1888: Paul Ramadier, französischer Politiker, Minister, Premierminister
- 1888: Hans Schimank, deutscher Physiker und Wissenschaftsgeschichtler
- 1890ː Marie Frommer, deutsche Architektin
- 1891: René Fülöp Miller, US-amerikanischer Schriftsteller und Soziologe
- 1893: Aloys Scholze, deutscher Priester und Widerstandskämpfer, Opfer des Nationalsozialismus
- 1895: Shemp Howard, US-amerikanischer Komiker (The Three Stooges)
- 1895: Gottlob Müller, deutscher Luftwaffenoffizier
- 1896: Eduard Erdmann, lettischer Komponist und Pianist
- 1896: Josef Sudek, tschechischer Fotograf
- 1898: Jakob Ackeret, Schweizer Aerodynamiker
- 1898: André Pisart, belgischer Autorennfahrer
- 1898: Yokomitsu Riichi, japanischer Schriftsteller
- 1899: Radie Britain, US-amerikanische Komponistin
- 1900: Alfred Newman, US-amerikanischer Filmkomponist
- 1900: Liliane Roehrs, deutsche Automobilrennfahrerin, Mitbegründerin und Präsidentin des Deutschen Damen Automobil Clubs

### 20. Jahrhundert

#### 1901–1925
- 1901: Ludolf-Hermann von Alvensleben, deutscher Adjutant Heinrich Himmlers
- 1901: Christoph Aschmoneit, deutscher Schiffbauingenieur
- 1901: Heinrich Litinski, polnisch-russischer Komponist und Hochschullehrer
- 1902: Bobby Jones, US-amerikanischer Golfspieler
- 1903: Wilhelm von Ammon, deutscher Jurist
- 1903: Josef Augusta, tschechischer Paläontologe
- 1903: Charlotte Oewerdieck, deutsche Stenotypistin, Gerechte unter den Völkern
- 1903: Rudolf Signer, Schweizer Chemiker
- 1904: Patrick Hamilton, britischer Schriftsteller
- 1904: Kitty Kuse, deutsche Aktivistin lesbischer Emanzipation
- 1904: Hein van Suylekom, niederländischer Ruderer
- 1904: Walfried Winkler, deutscher Motorradrennfahrer
- 1905: Toni Menzinger, deutsche Politikerin, MdL
- 1906: Gian Töndury, Schweizer Arzt und Anatom
- 1907: Franz Kartz, deutscher Boxer

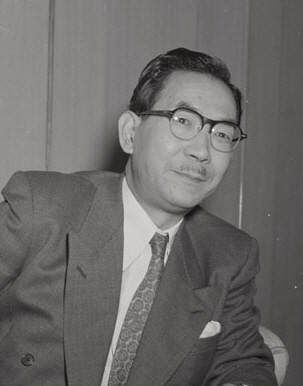
Miki Takeo (* 1907)

- 1907: Miki Takeo, japanischer Premierminister
- 1908: Józef Ciechan, polnischer Bildhauer

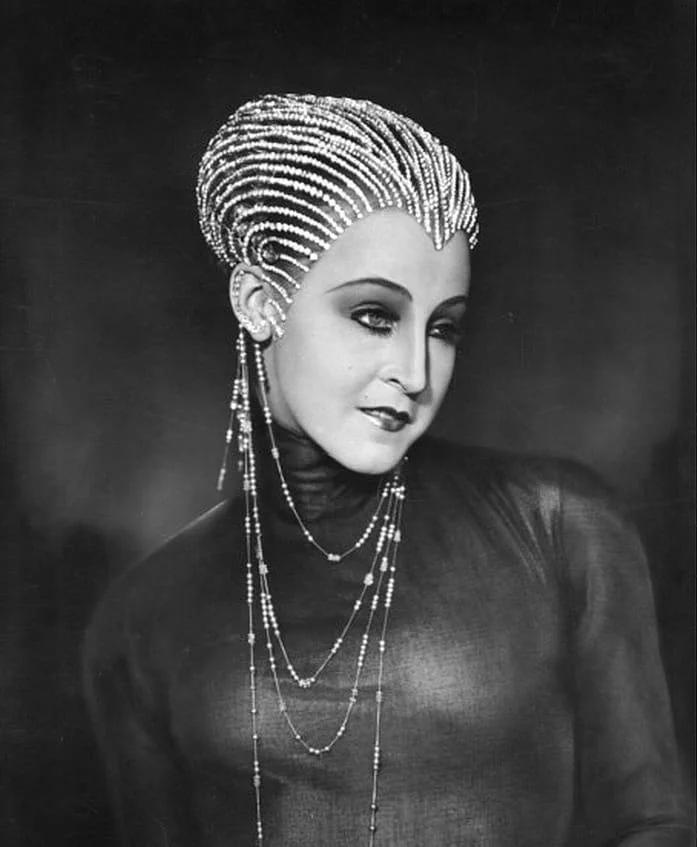
Brigitte Helm (* 1908)

- 1908: Brigitte Helm, deutsche Schauspielerin
- 1909: Kenneth Anderson, US-amerikanischer Drehbuchautor und Animator
- 1909: Dag Bryn, norwegischer Diplomat
- 1909: Georg Stadtmüller, deutscher Historiker und Byzantinist
- 1910: Karl Hans Bergmann, deutscher Publizist
- 1911: Raffaele d’Alessandro, Schweizer Komponist, Pianist und Organist
- 1912: Benno Adolph, deutscher Mediziner
- 1912ː Lilli Guggenheim, deutsche Sozialfürsorgerin und Psychologin, Opfer der Shoa
- 1912: Joe Stydahar, US-amerikanischer American-Football-Spieler und -Trainer
- 1912: Fidel Wagner, deutscher Skilangläufer und Nordischer Kombinierer
- 1914: Sammy Baugh, US-amerikanischer American-Football-Spieler und -Trainer
- 1914: Günter Hofé, deutscher Verlagsleiter und Schriftsteller
- 1914: Juan Carlos Onganía, argentinischer Militär und Politiker
- 1914: Mario Ruiz Armengol, mexikanischer Komponist, Pianist und Dirigent
- 1914: Aida Tsunao, japanischer Dichter
- 1915: Siegfried Theodor Arndt, deutscher Pfarrer
- 1915: Wolfgang Döblin, deutsch-französischer Mathematiker
- 1916: Volodia Teitelboim, chilenischer Schriftsteller
- 1916: Fred Thieler, deutscher Maler
- 1918: Herb Lubalin, US-amerikanischer Typograf und Grafiker
- 1919: Fedja Anzelewski, deutscher Kunstwissenschaftler

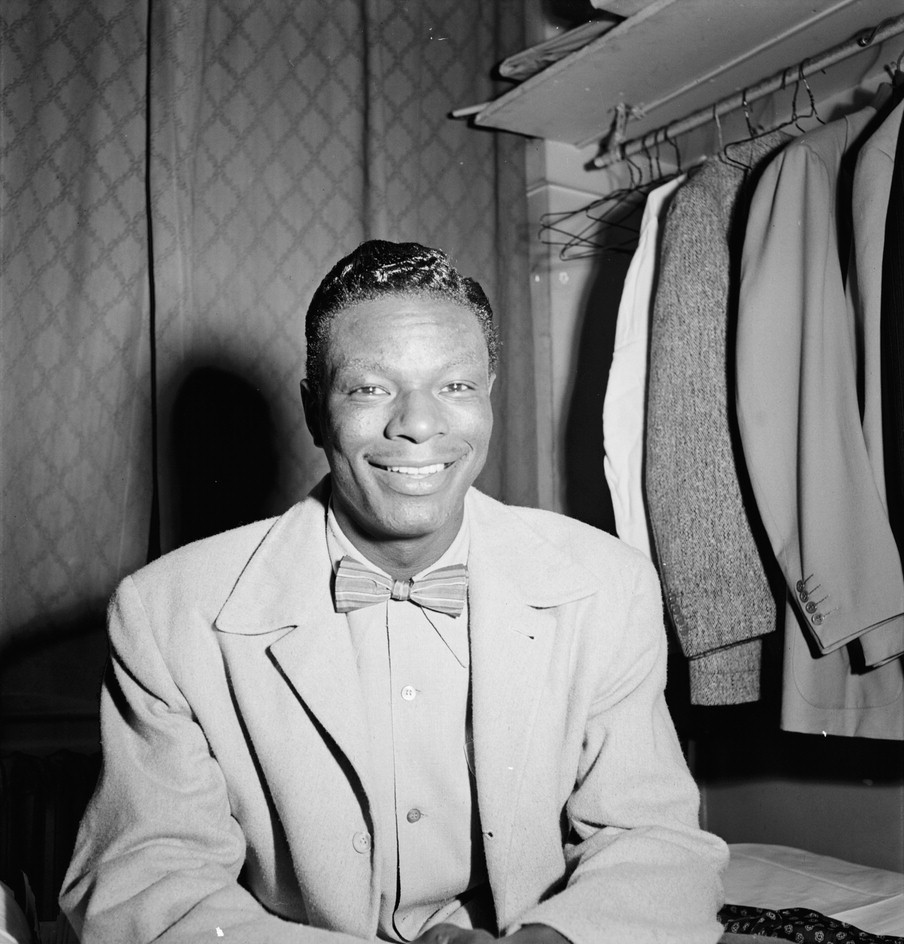
Nat King Cole (* 1919)

- 1919: Nat King Cole, US-amerikanischer Sänger und Jazz-Musiker
- 1920: Mujibur Rahman, Gründer von Bangladesch
- 1920: José Sánchez, Erzbischof von Nueva Segovia und Kardinal
- 1920: Felix Karlinger, deutscher und österreichischer Romanist und Musikwissenschaftler
- 1921: Meir Amit, israelischer General und Direktor des Mossad
- 1921: Bruno W. Pantel, deutscher Schauspieler
- 1922: Günter Luther, deutscher Admiral
- 1922: Lydia Roppolt, österreichische Malerin
- 1922ː Gertrud Steinl, Tschechoslowakisch-deutsche Arbeiterin und Gerechte unter den Völkern
- 1922: Patrick Suppes, US-amerikanischer Wissenschaftstheoretiker
- 1923: Friedrich W. Bauschulte, deutscher Schauspieler
- 1923: Wolfgang O. Sack, deutsch-US-amerikanischer Veterinäranatom
- 1924: Werner Aßmann, deutscher Handballspieler
- 1924: Carl Little, kanadischer Pianist, Organist und Rundfunkproduzent
- 1924: Hans Milch, deutscher Priester und Gründer der actio spes unica
- 1925: Willi Steffen, Schweizer Fußballspieler

#### 1926–1950
- 1926: Peter Atteslander, schweizerischer Soziologe

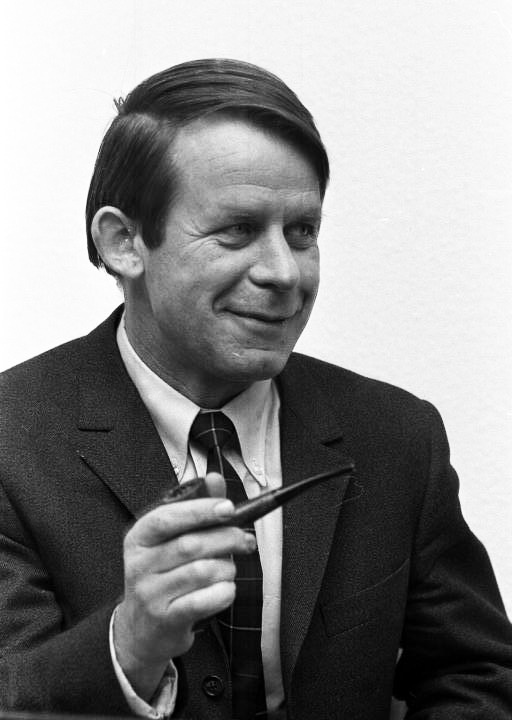
Siegfried Lenz (* 1926)

- 1926: Siegfried Lenz, deutscher Schriftsteller
- 1927: Sulchan Nassidse, georgischer Komponist und Pianist
- 1928: Edino Krieger, brasilianischer Geiger, Komponist und Dirigent
- 1929: Peter L. Berger, österreichisch-US-amerikanischer Soziologe
- 1930: Betty Allen, US-amerikanische Mezzosopranistin und Dozentin
- 1930: Paul Horn, US-amerikanischer Flötist
- 1930: James Irwin, US-amerikanischer Astronaut
- 1932: Fred Gamble, US-amerikanischer Autorennfahrer
- 1932: E. R. Nele, deutsche Bildhauerin
- 1933: Heather Armitage, britische Leichtathletin
- 1933: Bruno Horst Bull, deutscher Schriftsteller
- 1933: Eckart Kleßmann, deutscher Historiker
- 1933: Siegfried Vergin, deutscher Politiker, MdB
- 1934: Gloryette Clark, US-amerikanische Filmeditorin und Drehbuchautorin
- 1934: Georg-Heinrich Roth, deutscher Brigadegeneral
- 1935: Valerio Adami, italienischer Maler
- 1935: Hans Wollschläger, deutscher Schriftsteller
- 1935: Óscar Panno, argentinischer Schachspieler, Großmeister
- 1936: Hanna Harnisch, deutsche Sprachwissenschaftlerin und Hochschullehrerin
- 1936: Jürgen Hentsch, deutscher Schauspieler
- 1936: Anatoli Iwanow, sowjetischer bzw. russischer Schauspieler

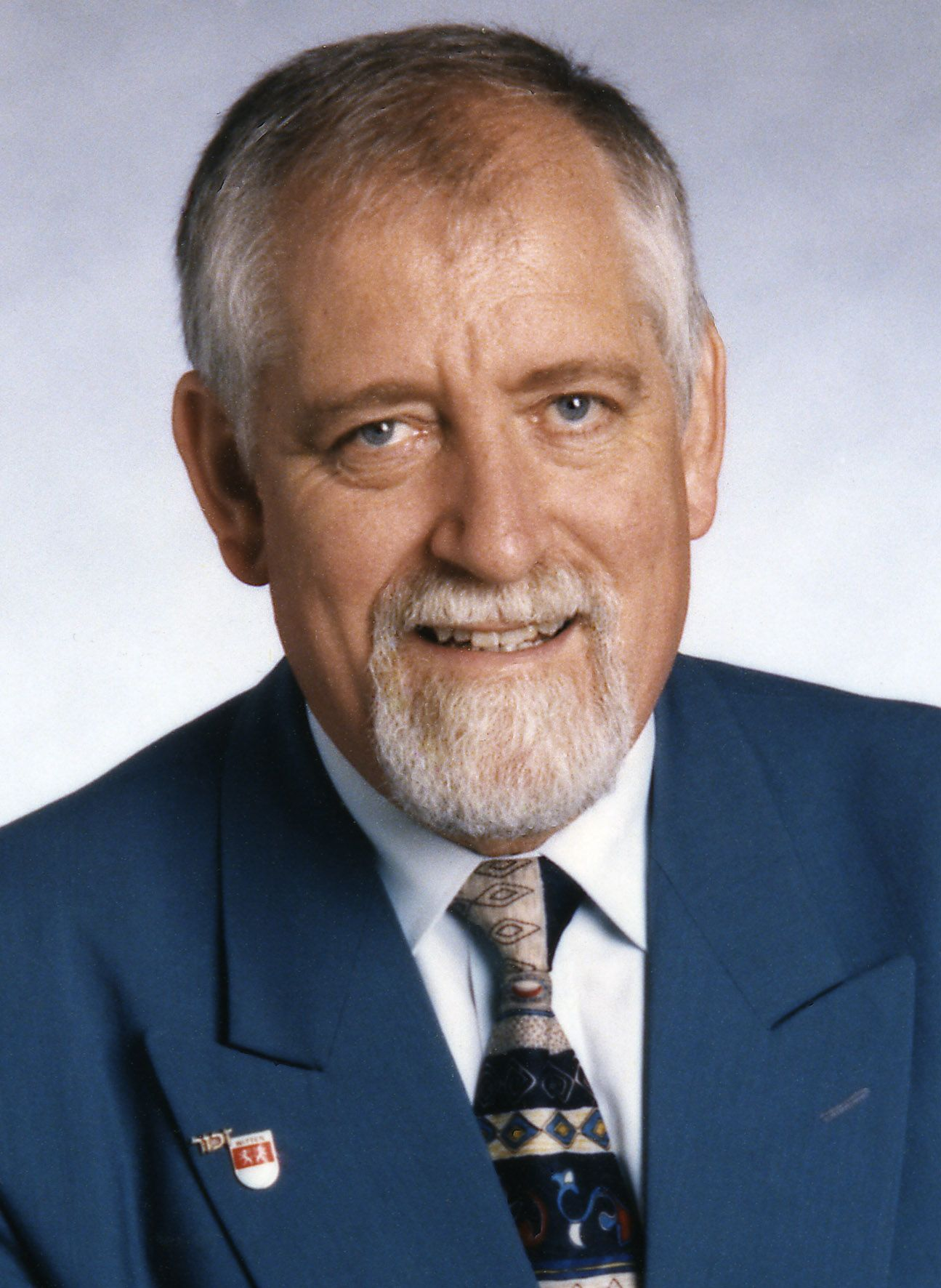
Klaus Lohmann (* 1936)

- 1936: Klaus Lohmann, deutscher Politiker
- 1936: Ladislav Kupkovič, slowakischer Komponist und Dirigent
- 1936: Ken Mattingly, US-amerikanischer Astronaut
- 1937: Josef Fröwis, österreichischer Sportschütze
- 1938: Keith Patrick O’Brien, britisch-nordirischer Geistlicher, Erzbischof von Saint Andrews und Edinburgh, Kardinal
- 1938: Rudolf Chametowitsch Nurejew, russischer Ballett-Tänzer
- 1939: Peter Aust, deutscher Schauspieler
- 1939: Nurcholish Madjid, indonesischer Denker und Gelehrter
- 1939: Astrid Lucke, deutsche Keramikerin
- 1939: Giovanni Trapattoni, italienischer Fußballtrainer
- 1940: Anni Biechl, deutsche Leichtathletin
- 1940: Jim Telfer, schottischer Rugbyspieler und -trainer
- 1941: Paul Kantner, US-amerikanischer Rockmusiker
- 1942: John Wayne Gacy, US-amerikanischer Serienmörder
- 1942: Rudolf Gleißner, deutscher Cellist
- 1942: Dietmar Keller, deutscher Politiker, Minister für Kultur in der DDR, MdB
- 1942: Hans Pizka, österreichischer Hornist
- 1942: Joachim Winterlich, deutscher Nordischer Kombinierer und Skisprung-Trainer
- 1942: Monika Wulf-Mathies, deutsche Gewerkschaftsfunktionärin
- 1943: Maren Münke, deutsche Juristin
- 1943: Bakili Muluzi, malawischer Politiker, Staatspräsident
- 1944: Pattie Boyd, britisches Mannequin
- 1944: Franz Fiedler, österreichischer Rechnungshofpräsident und Verfassungsrechtler
- 1944: Anthony Monn, deutscher Sänger, Komponist, und Musikproduzent

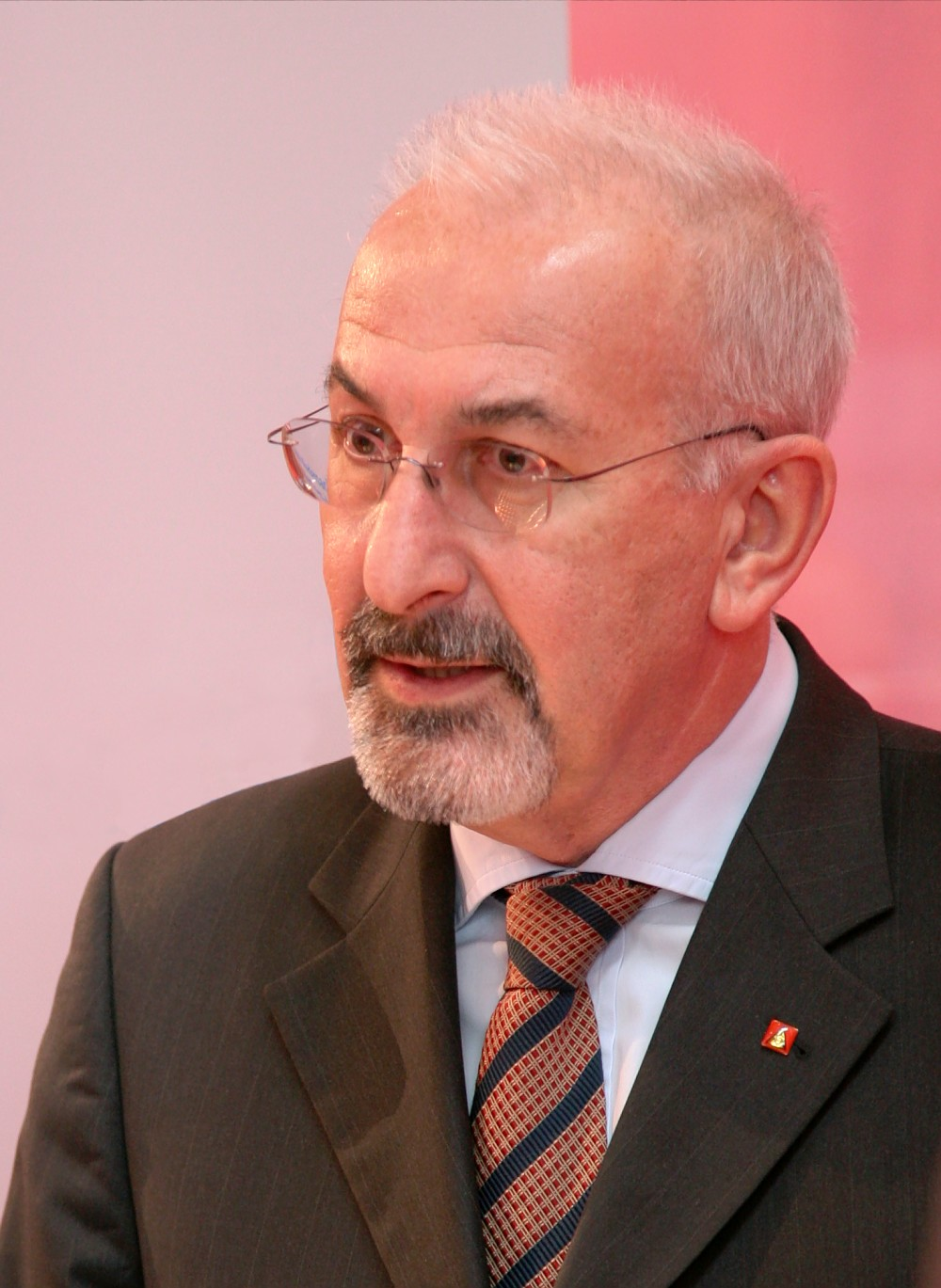
Jürgen Peters (* 1944)

- 1944: Jürgen Peters, deutscher Gewerkschaftsfunktionär
- 1944: John Sebastian, US-amerikanischer Rockmusiker
- 1944: Juan Ramón Verón, argentinischer Fußballspieler
- 1945: David Bailey (Leichtathlet), kanadischer Leichtathlet und Pharmakologe
- 1945: Olli Maier, deutscher Schauspieler
- 1945: Elis Regina, brasilianische Sängerin
- 1945: Karl-Heinz Seiffert, deutscher Jurist, Richter am Bundesgerichtshof
- 1946: Michael Finnissy, englischer Komponist, Pianist und Musikpädagoge
- 1946: Edeltraud Hollay, deutsche Politikerin, MdL
- 1946: Eugen Jesser, österreichischer Chorleiter, Präsident und Direktor der Wiener Sängerknaben
- 1946: Lindsay Owen-Jones, britischer Manager und Autorennfahrer
- 1946: Rolf-Dieter Postlep, deutscher Ökonom und Universitätspräsident
- 1946: Joaquim de Jesus Vieira, portugiesischer Ringer
- 1947: Jan Andersson, schwedischer Politiker, MdEP
- 1947: Lorenz Funk sr., deutscher Eishockeyspieler
- 1947: Sepp Kusstatscher, italienischer Politiker, MdEP
- 1948: William Gibson, US-amerikanischer Science-Fiction-Autor
- 1948: Martin Mönikes, deutscher Journalist und Politiker
- 1948: Jessica Williams, US-amerikanische Jazzpianistin
- 1949: Hartmut Briesenick, deutscher Leichtathlet, Olympiamedaillengewinner
- 1949: Patrick Duffy, US-amerikanischer Fernsehschauspieler
- 1949: Werner Lämmerhirt, deutscher Gitarrist
- 1949: Daniel Lavoie, frankokanadischer Singer-Songwriter, Pianist und Schauspieler
- 1950: Rötger Feldmann, deutscher Comiczeichner (Werner)

#### 1951–1975
- 1951: Scott Gorham, US-amerikanischer Rockmusiker
- 1951: Peter Manz, deutscher Jurist
- 1951: Sydne Rome, US-amerikanische Filmschauspielerin

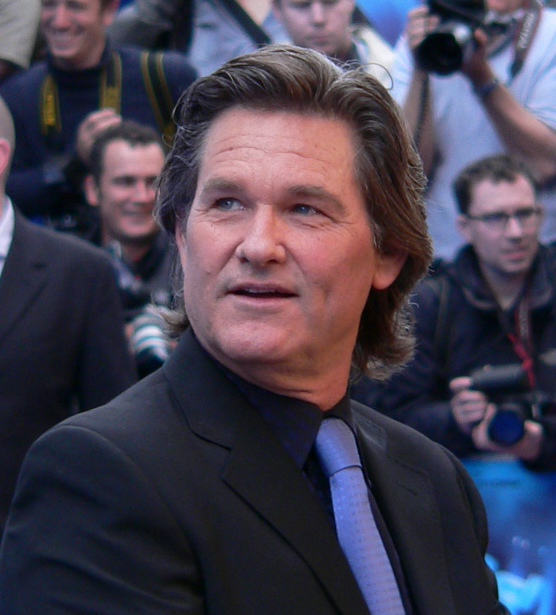
Kurt Russell (* 1951)

- 1951: Kurt Russell, US-amerikanischer Schauspieler
- 1952: Susie Allanson, US-amerikanische Country-Sängerin
- 1952: Manolo Badrena, puerto-ricanischer Perkussionist
- 1952: Elisabeth Koschorreck, deutsche Politikerin, MdL
- 1953: Ulrich Klan, deutscher Komponist und Musiker, Pädagoge und Autor
- 1953: William N. Weins, US-amerikanischer Maschinenbauingenieur, Metallurg und Hochschullehrer
- 1954: Jürgen Mannhardt, deutscher Admiral
- 1955: Paul Overstreet, US-amerikanischer Country-Musiker
- 1955: Gary Sinise, US-amerikanischer Schauspieler und Regisseur
- 1956: Brigitte Aubert, französische Schriftstellerin
- 1956: Luca Francesconi, italienischer Komponist
- 1956: Jürgen Pahl, deutscher Fußballspieler
- 1956: Jacques Soguel, Schweizer Eishockeyspieler
- 1957: Walter Mayer, österreichischer Skilangläufer und Skilanglauftrainer
- 1958: José Manuel Abascal, spanischer Mittel- und Langstreckenläufer
- 1958: Christian Clemenson, US-amerikanischer Schauspieler
- 1958ː Ulrike Hoffmann-Richter, Wissenschaftlerin und Fachärztin für Psychiatrie und Psychotherapie
- 1958: Helge Ritter, deutscher Neuroinformatiker und Professor
- 1959: Danny Ainge, US-amerikanischer Basketballspieler

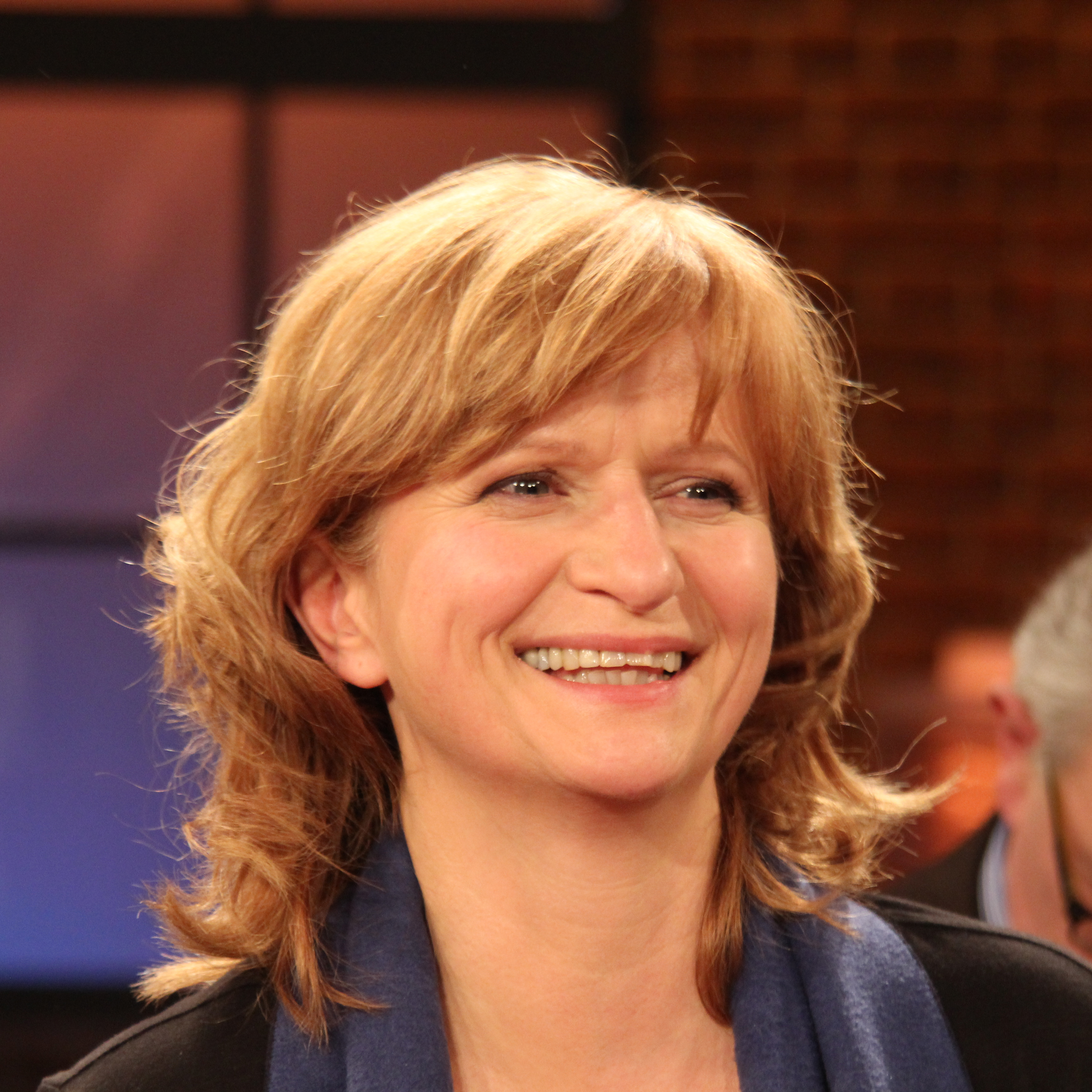
Johanna Gastdorf (* 1959)

- 1959: Johanna Gastdorf, deutsche Schauspielerin
- 1959: Peter Illmann, deutscher Radio- und Fernsehmoderator
- 1959: Agnes Relle, deutsche Übersetzerin
- 1960: Wilfried Auerbach, österreichischer Sportler, Politiker und Unternehmensberater
- 1960: Thomas Flohr, Schweizer Unternehmer und Autorennfahrer
- 1960: Thomas Kempe, deutscher Fußballspieler
- 1960: Thomas Strobl, deutscher Politiker, MdB
- 1961: Kuno Lauener, Schweizer Sänger und Songschreiber
- 1962: Clare Grogan, britische Schauspielerin und Sängerin
- 1962: Wim Henderickx, belgischer Komponist
- 1962: Christian Schuhböck, österreichischer Landschaftsökologe
- 1962: Rudi Spring, deutscher Komponist, Pianist und Musikpädagoge
- 1962: Christiane Weber, deutsche Fechtsportlerin, Olympiasiegerin

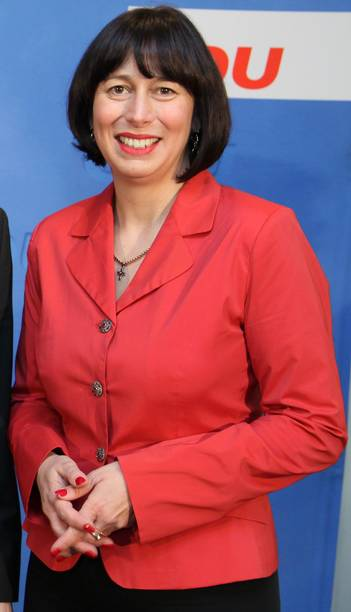
Marion Walsmann (* 1963)

- 1963: Marion Walsmann, deutsche Politikerin
- 1964: Stefano Borgonovo, italienischer Fußballspieler und -trainer
- 1964: Lee Dixon, englischer Fußballspieler
- 1964: Roman Dumbadse, georgischer General
- 1964: Pat Fry, britischer Ingenieur
- 1964: Stefan Gara, österreichischer Politiker
- 1964: Rob Lowe, US-amerikanischer Schauspieler
- 1964: Virginijus Ražukas, litauischer Politiker
- 1964: Claus Reitmaier, deutscher Fußballtorwart
- 1964: Jacques Songo’o, kamerunischer Fußballtorwart
- 1964: Ron Spielman, deutscher Sänger, Gitarrist und Komponist
- 1964: Ingolf Turban, deutscher Violinist
- 1967: Andrew Bird, neuseeländischer Ruderer
- 1967: Billy Corgan, US-amerikanischer Musiker und Literat
- 1968: Valter Bonča, slowenischer Radrennfahrer
- 1968: Benôit Frétin, französischer Unternehmer und Autorennfahrer
- 1968: Yvan Lebon, französischer Autorennfahrer
- 1969: Alexander McQueen, britischer Modedesigner
- 1969: Steffen Görig, deutscher Unternehmer und Autorennfahrer
- 1969: Werner Hasler, Schweizer Jazztrompeter
- 1969: Bernhard Röthlisberger, Schweizer Klarinettist und Musikpädagoge
- 1969: Bronwen Thomas, kanadische Freestyle-Skierin
- 1970: Patrick Lebeau, kanadischer Eishockeyspieler
- 1970: Yanic Truesdale, kanadischer Schauspieler
- 1971: Markus Becker, deutscher Schlagersänger
- 1972: Phillip Archer, englischer Golfer
- 1972: Melissa Auf der Maur, kanadische Rockmusikerin
- 1972: Oxana Wladimirowna Grischtschuk, russische Eiskunstläuferin
- 1972: Mia Hamm, US-amerikanische Fußballspielerin
- 1974: Miloš Jirovský, tschechischer Schachspieler
- 1974: Tõnis Kasemets, estnisch-US-amerikanischer Autorennfahrer
- 1975: Donna Vargas, brasilianische Schauspielerin, Pornodarstellerin und Produzentin

#### 1976–2000
- 1976: Marino Biliškov, kroatischer Fußballspieler
- 1976: Florin Corbeanu, rumänischer Ruderer
- 1976: Brittany Daniel, US-amerikanische Schauspielerin
- 1976: Roxanne Hall, britische Pornodarstellerin
- 1976: Satoshi Hirose, japanischer Radrennfahrer
- 1976: Lene Jensen, dänische Fußballspielerin
- 1976: Guðrún Eva Mínervudóttir, isländische Schriftstellerin
- 1976: Todd Perry, australischer Tennisspieler
- 1976: Álvaro Recoba, uruguayischer Fußballspieler
- 1976: Janina Sachau, deutsche Schauspielerin und Hörspielsprecherin
- 1977: Giuseppe Canale, belgischer Fußballspieler
- 1977: Xabier Zandio, spanischer Radrennfahrer
- 1978: Kristina Larsen, australische Ruderin
- 1978: Jacinta van Lint, australische Schwimmerin
- 1978: Corina-Isabela Peptan, rumänische Schachspielerin
- 1979: Nicole „Coco“ Austin, US-amerikanische Schauspielerin und Model
- 1979: Stormy Daniels, US-amerikanische Pornofilm-Darstellerin
- 1979: Stephen Kramer Glickman, US-amerikanischer Schauspieler und Stand-up-Comedian
- 1979: Million Wolde, äthiopischer Langstreckenläufer, Olympiasieger
- 1980: Nora Angehrn, Schweizer Profigolferin
- 1980: Torsten Hiekmann, deutscher Radrennfahrer
- 1980: Katie Morgan, US-amerikanische Pornofilm-Darstellerin
- 1980: Oksana Pal, russische Handballspielerin
- 1980: Aisam-ul-Haq Qureshi, pakistanischer Tennisspieler

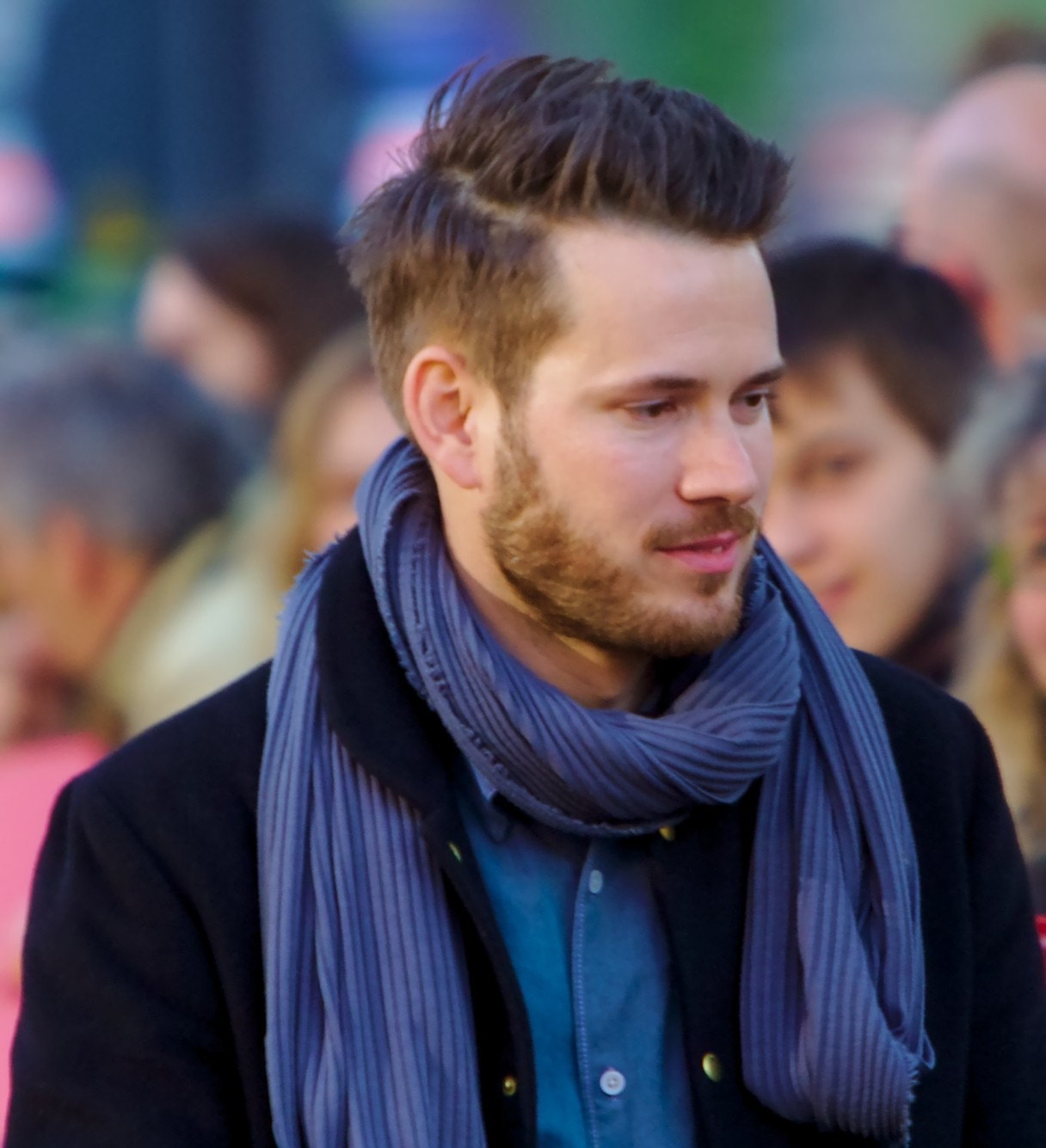
Johannes Strate (* 1980)

- 1980: Johannes Strate, deutscher Sänger (Revolverheld)
- 1981: Aaron Baddeley, australischer Golfer
- 1981: Servet Çetin, türkischer Fußballspieler
- 1981: Kyle Korver, US-amerikanischer Basketballspieler
- 1981: Mads Ø. Nielsen, dänischer Handballspieler
- 1981: Leandro Romagnoli, argentinischer Fußballspieler
- 1981: Stephanie Subke, österreichische Handballspielerin
- 1982: Steven Pienaar, südafrikanischer Fußballspieler
- 1983: Zenon Caravella, australischer Fußballspieler
- 1983: Raul Meireles, portugiesischer Fußballspieler
- 1983: Matteo Paro, italienischer Fußballspieler
- 1983: Emanuel Rivas, argentinischer Fußballspieler
- 1984: Damien Farrell, antiguanischer Fußballspieler
- 1985: Vasiliki Arvaniti, griechische Beachvolleyballspielerin
- 1986: Edin Džeko, bosnisch-herzegowinischer Fußballspieler
- 1986: Eugen Polanski, deutscher Fußballspieler

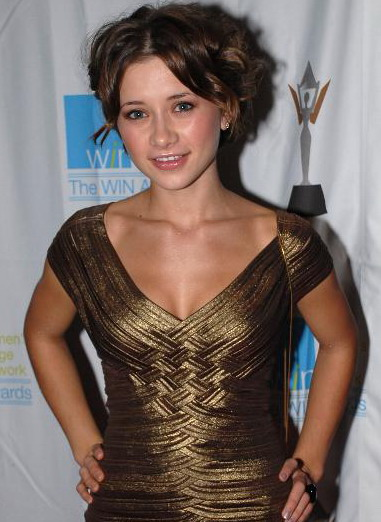
Olesya Rulin (* 1986)

- 1986: Olesya Rulin, US-amerikanische Schauspielerin
- 1986: Felipe Santana, brasilianischer Fußballspieler
- 1986: Silke Spiegelburg, deutsche Leichtathletin
- 1987: Patrick Ebert, deutscher Fußballspieler
- 1987: Federico Fazio, argentinischer Fußballspieler
- 1988: Grimes, kanadische Sängerin
- 1988: Charlotte Mordal, norwegische Handballspielerin
- 1989: Sun Diego, deutscher Rap- und Hip-Hop-Musiker
- 1989: Luca Castiglia, italienischer Fußballspieler
- 1989: Shinji Kagawa, japanischer Fußballspieler
- 1990: Johannes Heinrichs, deutscher Schauspieler
- 1990: Jakub Hrstka, tschechischer Handballspieler

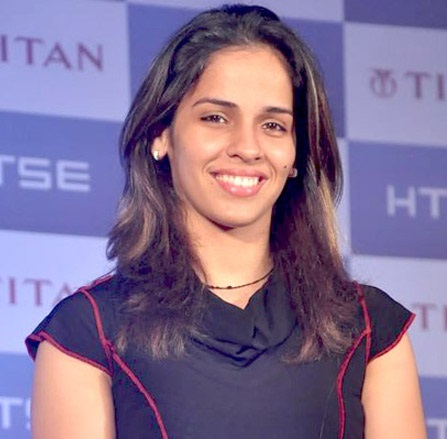
Saina Nehwal (* 1990)

- 1990: Saina Nehwal, indische Badmintonspielerin
- 1990: Stéphane Richelmi, monegassischer Rennfahrer
- 1990: Jacob Wilson, US-amerikanischer Autorennfahrer
- 1991: Thomas Robinson, US-amerikanischer Basketballspieler
- 1992: Rico Benatelli, deutsch-italienischer Fußballspieler
- 1992: Eliza Bennett, britische Schauspielerin und Sängerin
- 1992: Fahmi Ilyas, malaysischer Rennfahrer
- 1993: Matteo Bianchetti, italienischer Fußballspieler
- 1994: Tarik Hadžić, montenegrinischer Skirennläufer
- 1994: Christin Hussong, deutsche Leichtathletin
- 1994: Marcel Sabitzer, österreichischer Fußballspieler
- 1994: Tobias Schwede, deutscher Fußballspieler
- 1995: Kyle Lauletta, US-amerikanischer American-Football-Spieler
- 1997: Nico Gleirscher, österreichischer Rennrodler
- 1999: Hanna Binke, deutsche Schauspielerin
- 1999: Zoran Pingel, deutscher Schauspieler

### 21. Jahrhundert

#### 2001–2025
- 2001: Niklas Hedl, österreichischer Fußballtorwart
- 2002: Manlio Moro, italienischer Radrennfahrer
- 2004: Jillian Highfill, US-amerikanische Skispringerin
- 2005: Nelson Weiper, deutsch-albanischer Fußballspieler

## Gestorben

### Vor dem 16. Jahrhundert
- 0045 v. Chr.: Titus Labienus, römischer Feldherr

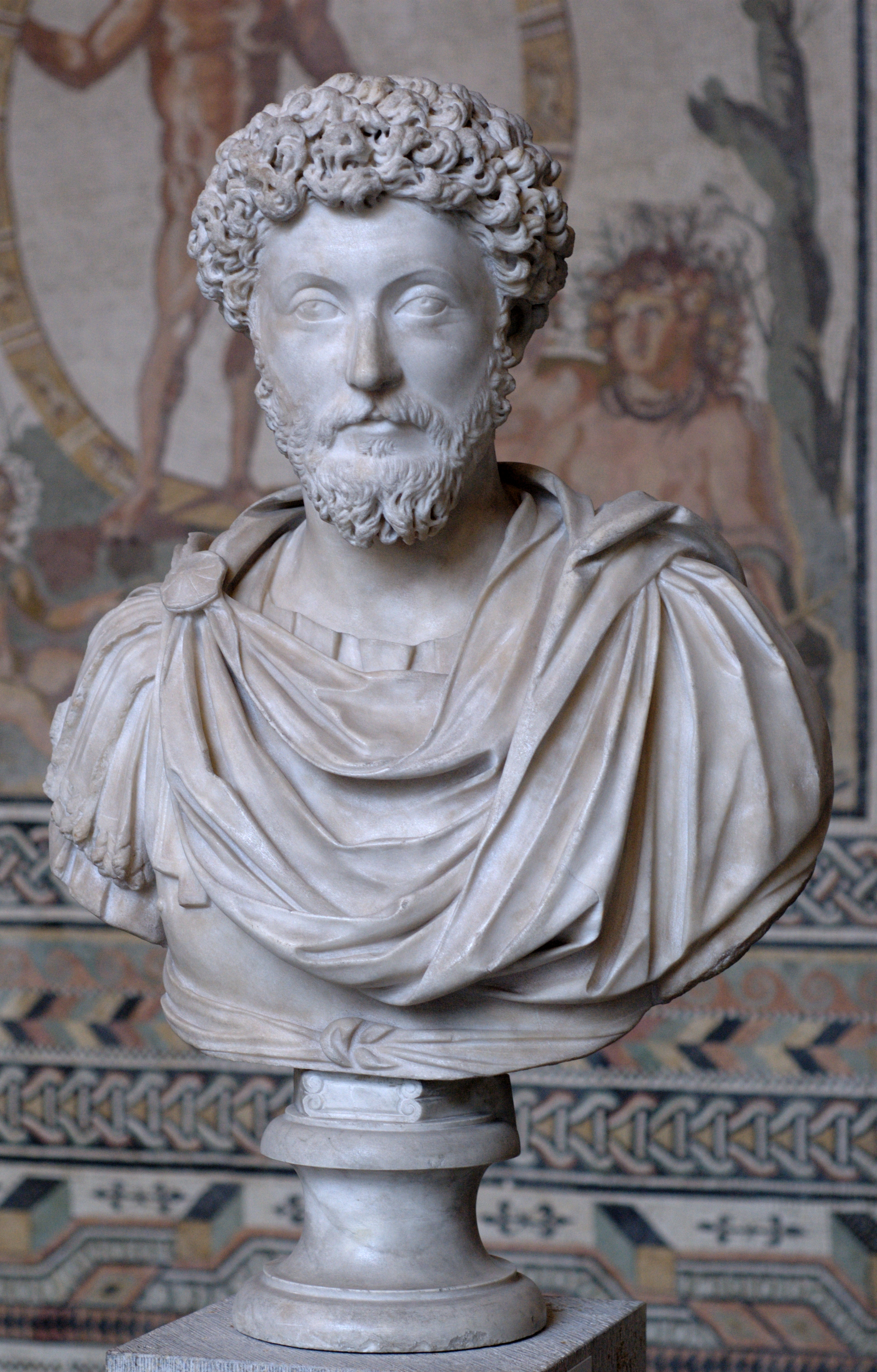
Marcus Aurelius († 180)

- 0180: Mark Aurel, römischer Kaiser und Philosoph
- 0461: Patrick von Irland, irischer Schutzpatron und Nationalheiliger
- 0659: Gertrud von Nivelles, Äbtissin in Brabant
- 0836: Haito, Abt im Kloster Reichenau
- 1008: Kazan, japanischer Kaiser
- 1036: Gebhard II., Bischof von Regensburg
- 1040: Harald I., englischer König
- 1058: Lulach, König von Schottland
- 1149: Gebhard II. von Grögling, Bischof von Eichstätt
- 1154: Konrad von Bayern, Zisterzienser
- 1159: Gebhard von Henneberg, Bischof von Würzburg
- 1219: Rudolf I., Pfalzgraf von Tübingen
- 1220: Otto II. von Berg, Bischof von Freising
- 1267: Pierre de Montreuil, französischer Baumeister, Wegbereiter der Hochgotik
- 1270: Philipp von Montfort, Herr von Tyrus
- 1272: Go-Saga, 88. Kaiser von Japan
- 1273: Ita von Entringen, deutsche Adelige
- 1285: Heinrich IV. von Barmstede, holsteinischer Adliger
- 1325: Gerhard von Wippingen, Bischof von Lausanne und Basel
- 1338: Johann Heinrich IV., Graf von Görz
- 1391: Uljana von Twer, Großfürstin von Litauen
- 1406: Ibn Chaldun, islamischer Historiker und Politiker
- 1425: Ashikaga Yoshikazu, japanischer Shōgun
- 1433: Nikolaus von Dinkelsbühl, deutscher Theologe
- 1452: Friedrich Gren, Bischof von Seckau
- 1499: Georg Antworter, Weihbischof in Würzburg

### 16. und 17. Jahrhundert
- 1516: Giuliano di Lorenzo de’ Medici, Herzog von Nemours
- 1534: Stephan Báthory von Somlyó, Woiwode von Siebenbürgen
- 1534: Vojtěch von Pernstein, Landeshauptmann von Böhmen
- 1541: Angelo Beolco, genannt Ruzante, italienischer Komödiendichter
- 1556: Richard Morison, englischer Humanist und Diplomat
- 1557: Wilhelm der Ältere von Waldburg-Trauchburg, Augsburger Landvogt, Gesandter des Schwäbischen Bundes und Statthalter von Württemberg
- 1563: Girolamo Seripando, italienischer Theologe, Generalprior der Augustiner-Eremiten, Erzbischof von Salerno
- 1565: Alexander Alesius, deutscher Theologe und Reformator
- 1569: Karl Christoph, Herzog von Münsterberg
- 1570: William Herbert, 1. Earl of Pembroke, englischer Adliger und Höfling
- 1572: Marcantonio Amulio, italienischer Kardinal
- 1575: Georg Cracow, deutscher Jurist und sächsischer Staatsmann
- 1578: Cornelis Cort, niederländischer Kupferstecher
- 1581: Johannes Marbach, deutscher lutherischer Theologe, Reformator und Konfessionalist
- 1588: Petrus Dathenus, flämischer Theologe und Reformator
- 1588: Elisabeth von Sayn, Fürstäbtissin des Stifts Essen
- 1594: Ludwig Pfyffer von Altishofen , Schweizer Staatsmann und Heerführer
- 1595: Gamō Ujisato, japanischer Militärbefehlshaber
- 1599: Gaspard de Schomberg, kursächsischer Offizier in französischen Diensten

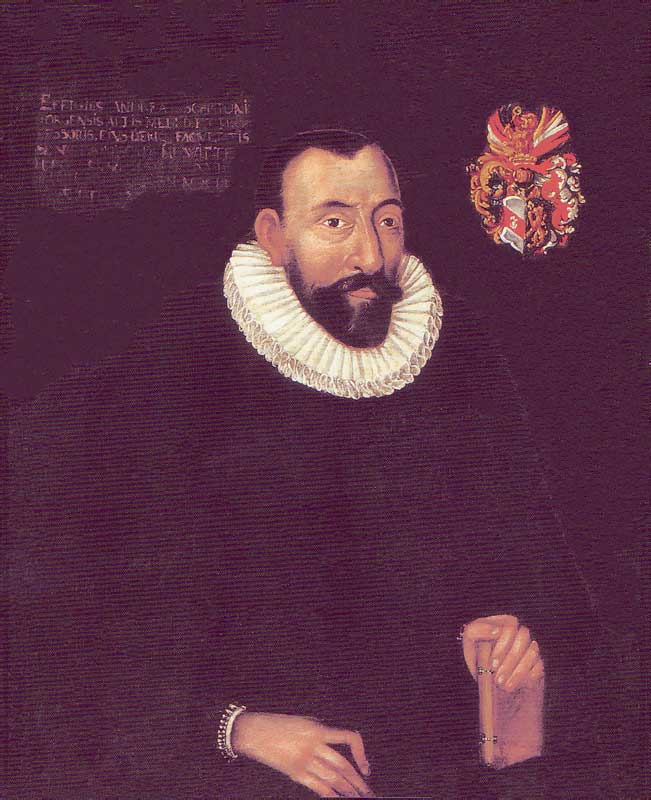
Andreas Schato († 1603)

- 1603: Andreas Schato, deutscher Mathematiker, Physiker und Mediziner.
- 1605: Pieter Bast, niederländischer Zeichner, Kupferstecher und Kartograph
- 1620: Johannes Sarkander, böhmischer Priester, Märtyrer der katholischen Kirche
- 1636: Pietro Paolo Bonzi, italienischer Maler, Freskant und Kupferstecher
- 1638: Charles I. de Blanchefort, marquis de Créquy, französischer Heerführer, Marschall von Frankreich
- 1650: Carl Carlsson Gyllenhielm, schwedischer Politiker, Feldmarschall und Reichsmarschall
- 1666: Diego Benavides de la Cueva, spanischer Offizier und Kolonialverwalter, Vizekönig von Navarra und Peru
- 1680: François de La Rochefoucauld, französischer Schriftsteller
- 1686: Elisabeth Marie von Münsterberg-Oels, Herzogin von Württemberg-Oels
- 1690: Jan van Mieris, niederländischer Genre- und Porträtmaler
- 1697: Þórður Þorláksson, isländischer evangelischer Bischof

### 18. Jahrhundert
- 1706: Johann Jäger, Münchener Weinwirt, Anführer des Bayerischen Volksaufstandes
- 1706: Matthias Kraus, deutscher Metzger, Anführer des Krausaufstandes
- 1708: Antoine de Reynold, Schweizer Geistlicher
- 1734: Juan de Acuña, spanischer Offizier und Kolonialverwalter, Vizekönig von Neuspanien
- 1743: Dorothea Wilhelmine von Sachsen-Zeitz, Landgräfin von Hessen-Kassel
- 1748: Pietro Giannone, italienischer Jurist, Historiker und Schriftsteller
- 1752: Jacques-Pierre de Taffanel de La Jonquière, französischer Admiral und Kolonialverwalter, Generalgouverneur von Neufrankreich
- 1765: Paolo Fontana, italienischer Architekt
- 1777: Christoph Friedrich Steffen von Plettenberg, preußischer Offizier und Gutsbesitzer
- 1782: Daniel Bernoulli, Schweizer Mathematiker und Physiker
- 1785: Albertus Antonius Hinsz, niederländischer Orgelbauer
- 1788: Ernest Johann Nepomuk von Herberstein, österreichischer Geistlicher, erster Bischof von Linz
- 1790: Benjamin Wilhelm Daniel Schulze, deutscher Pädagoge und Philologe
- 1791: Johann August Dathe, deutscher Linguist
- 1793: Hermann Erich Winkler, deutscher Geistlicher

### 19. Jahrhundert
- 1808: Carl Friedrich Hindenburg, deutscher Mathematiker, Professor der Philosophie und Physik
- 1813: Jacques Pierre Abbatucci, korsischer General
- 1813: William Houston, britisch-amerikanischer Politiker; Mitglied des Kontinentalkongresses
- 1815: Mateo Pumacahua, Offizier indigener Herkunft im spanischen Vizekönigreich Peru, peruanischer Nationalheld
- 1818: Johann Christoph Bathe, deutscher Rechtswissenschaftler
- 1823: Marguerite-Catherine Haynault, französische Hofdame und Mätresse Ludwigs XV.
- 1824: Johann Melchior Möller, deutscher Geistlicher
- 1829: Sophie Albertine von Schweden, von 1787 bis 1803 letzte Äbtissin des reichsunmittelbaren und freiweltlichen Stifts Quedlinburg
- 1830: Laurent de Gouvion Saint-Cyr, französischer Offizier und Politiker, Marschall, Minister
- 1840: Ludwig von Wirschinger, bayerischer Jurist und Politiker, Minister
- 1841: Johann Anton August Weitsch, deutscher Maler und Museumsinspektor
- 1846: Friedrich Wilhelm Bessel, deutscher Astronom, Mathematiker und Geodät
- 1847: Grandville, französischer Zeichner, Buchillustrator und Karikaturist
- 1849: Wilhelm II., König der Niederlande
- 1852: Ferdinand Oechsle, deutscher Mechaniker, Goldschmied und Erfinder
- 1853: Christian Doppler, österreichischer Mathematiker und Physiker
- 1859: Michael Walsh, irisch-US-amerikanischer Politiker
- 1861: Per Conrad Boman, schwedischer Komponist
- 1862: Fromental Halévy, französischer Komponist und Musikpädagoge
- 1866: Paravizin Hilty, Schweizer Kaufmann und Politiker
- 1875: Therese Grob, österreichische Sängerin
- 1875: Ferdinand Laub, tschechischer Geiger und Komponist
- 1879: Jean-Louis Ancrenaz, Schweizer Politiker, Nationalrat
- 1879: Edward Barry, französischer Historiker und Epigraphiker
- 1879: Ludwig Reichenbach, deutscher Naturwissenschaftler
- 1884: Paul Pogge, deutscher Afrikareisender
- 1886: Karl von Brandenstein, preußischer General

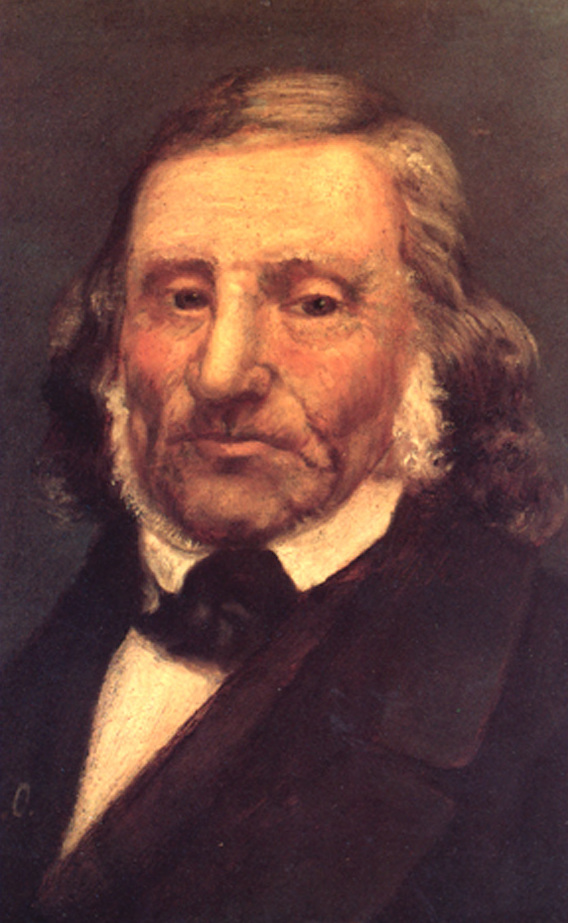
Leopold Zunz († 1886)

- 1886: Leopold Zunz, deutscher Wissenschaftler, Vorkämpfer der Judenemanzipation, gilt als Begründer der Wissenschaft des Judentums
- 1895: Wilhelm Pailler, österreichischer Theologe und Volkskundler
- 1898: Blanche Bruce, US-amerikanischer Politiker, Senator
- 1900ː Paula Carlsen, deutsche Kinderdarstellerin und Theaterschauspielerin

### 20. Jahrhundert

#### 1901–1950
- 1906: Konrad Beyer, deutscher Dichter und Literaturhistoriker
- 1906: Johann Most, deutscher Anarchist, Redner und Herausgeber
- 1907: Ernesto Köhler, italienischer Flötist und Komponist
- 1907: Rudolf Aderhold, deutscher Mykologe
- 1907: Karel Knittl, tschechischer Komponist, Dirigent und Musikpädagoge
- 1907: Paolo Serrao, italienischer Komponist und Musikpädagoge
- 1910: Gustave Lefèvre, französischer Komponist und Musikpädagoge
- 1911: Friedrich Haase, deutscher Schauspieler, Regisseur und Theaterdirektor
- 1912: Lawrence Oates, britischer Polarforscher
- 1914: Giuseppe Buonamici, italienischer Komponist
- 1917: Cæsar Peter Møller Boeck, norwegischer Dermatologe
- 1917: Franz Brentano, deutscher Philosoph und Psychologe
- 1917: James Alexander Porterfield Rynd, irischer Schachspieler
- 1919: Kenyon Cox, US-amerikanischer Maler und Illustrator, Kunstkritiker und -lehrer
- 1920: Filippo Giustini, italienischer römisch-katholischer Theologe, päpstlicher Geheimkämmerer und Kardinal
- 1921: Oltwig von Kamptz, deutscher Offizier
- 1921: Nikolai Jegorowitsch Schukowski, russischer Mathematiker, Aerodynamiker und Hydrodynamiker
- 1928: Paul Sprigade, deutscher Kartograf
- 1929: Bona Peiser, erste deutsche Volksbibliothekarin
- 1932: Henrik Hildén, finnlandschwedischer Schriftsteller und Literaturwissenschaftler
- 1934: Wilhelm Meyer-Förster, deutscher Schriftsteller
- 1935: William John Adie, australischer Neurologe
- 1935: Mary Grant Carmichael, englische Komponistin
- 1936: Jules Breitenstein, Schweizer evangelischer Geistlicher und Hochschullehrer

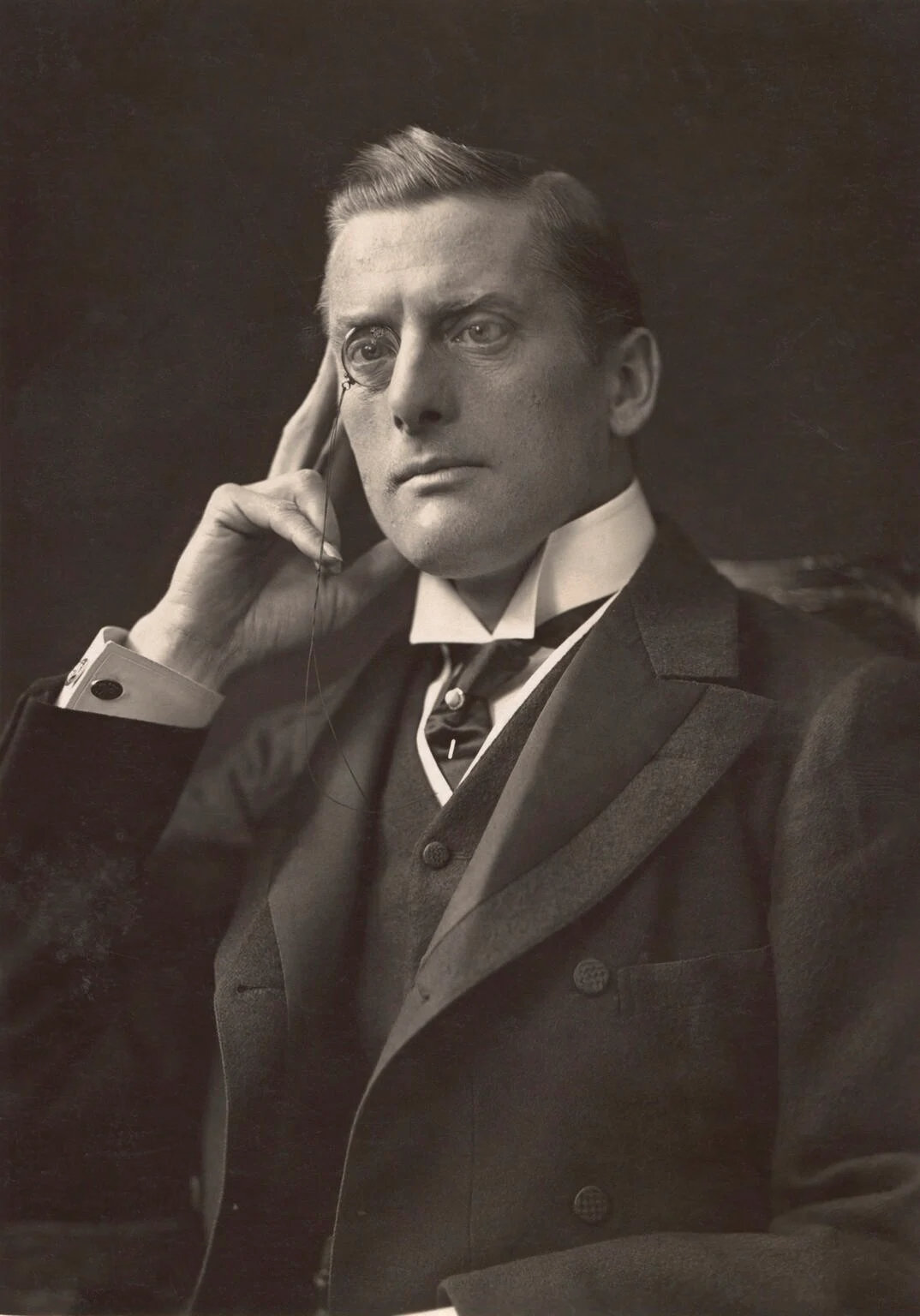
Austen Chamberlain († 1937)

- 1937: Austen Chamberlain, britischer Politiker, Außenminister und Friedensnobelpreisträger
- 1938: Ernst Deutsch-Dryden, österreichischer Grafik- und Modedesigner
- 1942: Julio González, spanischer Bildhauer

Käthe Leichter († 1942)

- 1942: Käthe Leichter, österreichische Gewerkschafterin und Autorin sozialpolitischer Werke, NS-Opfer
- 1943: Gustav Berling, deutscher Ingenieur und Erfinder
- 1947: Karel Anděl, tschechischer Selenograph, Mitbegründer der Tschechischen astronomischen Gesellschaft
- 1949: Felix Bressart, deutscher Schauspieler

#### 1951–2000
- 1952: Nándor Láng, ungarischer Archäologe, Historiker und Klassischer Philologe
- 1953: Conrado del Campo, spanischer Komponist, Violinist und Musikpädagoge
- 1953: Edmund Thiele, deutscher Stempelschneider
- 1956: Irène Joliot-Curie, französische Chemikerin
- 1956: Willy Planck, deutscher Maler und Grafiker
- 1958: John Pius Boland, irischer Jurist und Politiker, erster Olympiasieger im Tennis
- 1959: Raffaele d’Alessandro, Schweizer Komponist, Pianist und Organist
- 1959: Galaktion Tabidse, georgischer Lyriker
- 1960: Fernando Álvarez de Sotomayor, spanischer Maler

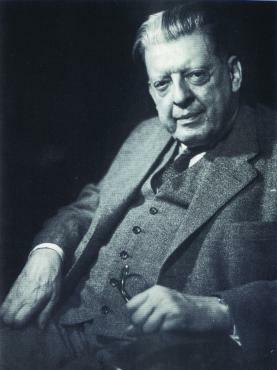
Wilhelm Blaschke († 1962)

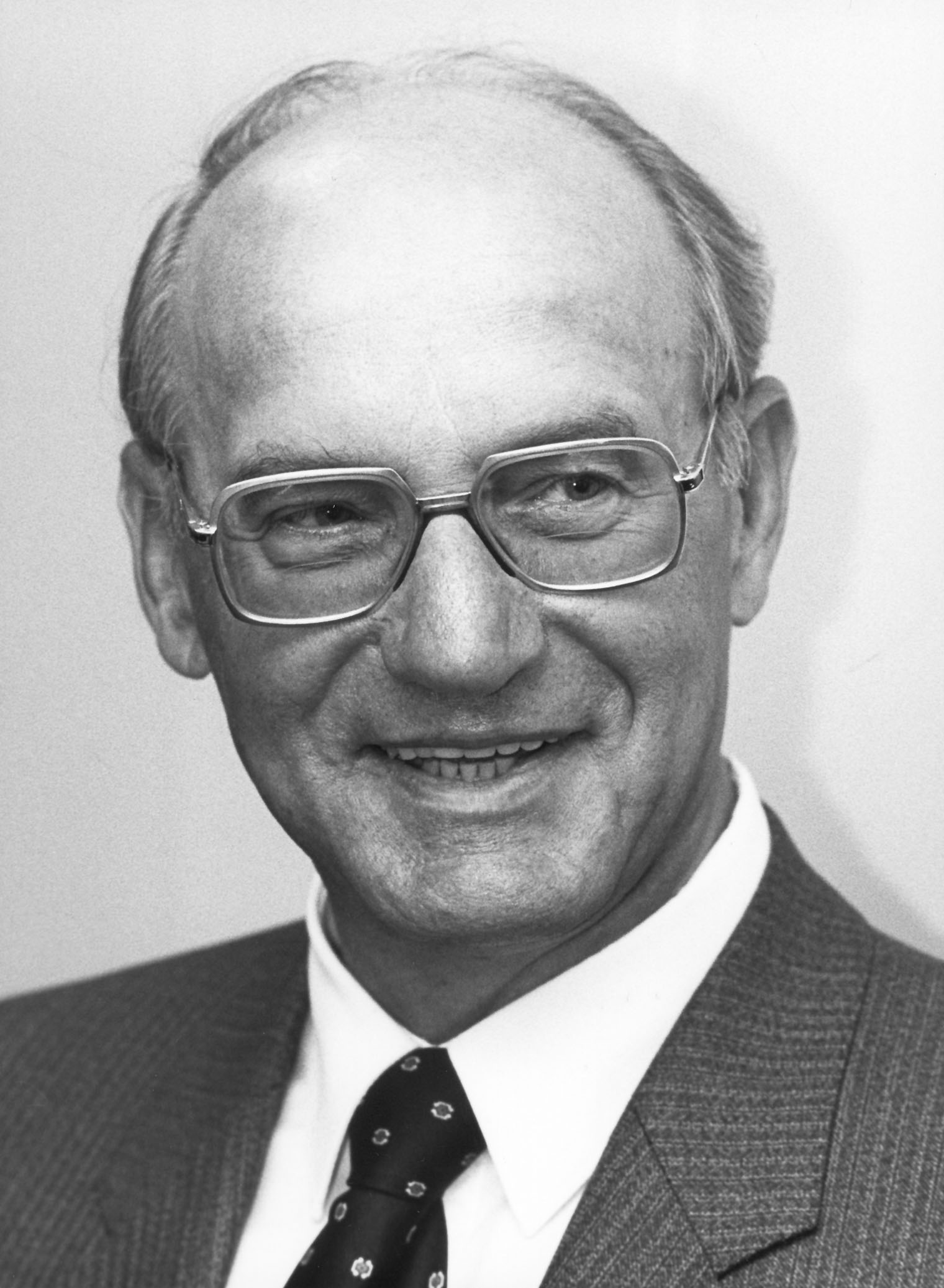
Heinz Nixdorf († 1986)

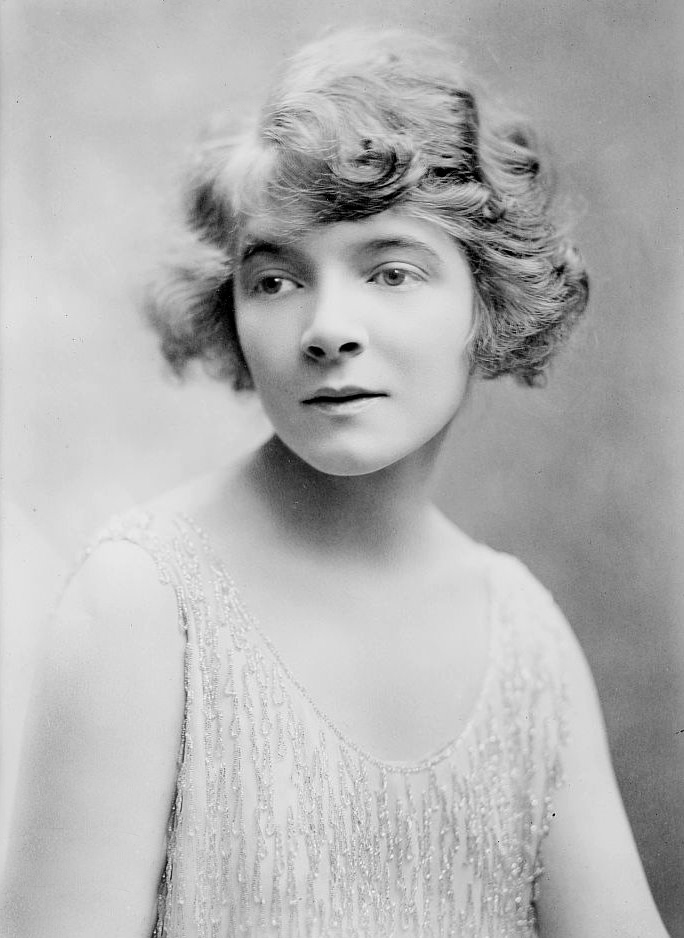
Helen Hayes († 1993)

Mai Zetterling († 1994)

- 1962: Wilhelm Blaschke, österreichischer Mathematiker und Autor
- 1963: Karl Fischer, österreichischer Politiker und Widerstandskämpfer
- 1964: Franz Landsberger, deutscher Kunsthistoriker
- 1966: Walter Lang, Schweizer Komponist, Pianist und Musikpädagoge
- 1968: Harry d’Abbadie d’Arrast, US-amerikanischer Filmregisseur
- 1969: Max Ariowitsch, deutscher Unternehmer
- 1971: Friedrich Wilhelm Wagner, deutscher Jurist und Politiker, MdL, MdB, Vizepräsident des Bundesverfassungsgerichts
- 1972: Francisco Javier Aguilar González, mexikanischer Botschafter
- 1973: Giuseppe Ferretto, italienischer Geistlicher, Titularerzbischof von Serdica, Kardinal
- 1974: Paul Andres, Schweizer Arzt und Politiker. Nationalrat
- 1976: Luchino Visconti, italienischer Schriftsteller, Theater- und Filmregisseur
- 1977: Georg Lehmann-Fahrwasser, deutscher Kunstmaler
- 1977: Max Mellin, deutscher Filmarchitekt
- 1978: Horst Biernath, deutscher Schriftsteller
- 1978: Leigh Brackett, US-amerikanische Schriftstellerin und Drehbuchautorin
- 1980: Rudolf Escher, niederländischer Komponist und Musiktheoretiker
- 1981: William Lawrence, US-amerikanischer Pianist, Sänger und Musikpädagoge
- 1983: Gigi Gryce, US-amerikanischer Jazz-Saxophonist
- 1985: Irving Asher, US-amerikanischer Filmproduzent
- 1986: Mieczysław Drobner, polnischer Komponist, Dirigent, Musikwissenschaftler und -pädagoge
- 1986: Heinz Nixdorf, deutscher Computerpionier, Firmengründer und Unternehmer
- 1987: Georg Lammers, deutscher Leichtathlet
- 1988: Norbert Achterberg, deutscher Jurist und Hochschullehrer
- 1988: Nikolas Asimos, griechischer Liedermacher
- 1989: Adeola Aboyade-Cole, nigerianischer Hürdenläufer und Stabhochspringer
- 1989: Johann Baptist Auer, deutscher Theologe
- 1989: Marek Bliziński, polnischer Jazzmusiker
- 1989: Merritt Butrick, US-amerikanischer Schauspieler
- 1989: Jacob P. Den Hartog, US-amerikanischer Ingenieurwissenschaftler für Mechanik
- 1989: Ladislav Křiváček, tschechoslowakischer Schauspieler
- 1989: Wilhelm Loschelder, deutscher Jurist und Verwaltungsbeamter
- 1989: Josef Schütz, deutscher Diplomat, Polizei- und Ministeriuemsmitarbeiter
- 1989: Edmund Uher, ungarisch-deutscher Unternehmer und Erfinder
- 1990: Capucine, französische Schauspielerin
- 1990: Mikio Andō, japanischer Kinderbuchautor, Literaturkritiker und Hochschullehrer
- 1990: Ric Grech, englischer Musiker
- 1991: Margarete Hoffer, österreichische evangelische Theologin, Gerechte unter den Völkern
- 1992: Jack Arnold, US-amerikanischer Filmregisseur
- 1992: Willy Gassmann, Schweizer Verleger
- 1992: Monika Mann, deutsche Schriftstellerin
- 1993: Helen Hayes, US-amerikanische Schauspielerin
- 1994: Charlotte Auerbach, deutsch-englische Biologin, Genetikerin und Hochschullehrerin
- 1994: Walter Janka, deutscher Dramaturg und Verleger
- 1994ː Mai Zetterling, schwedische Filmschauspielerin
- 1995: Rick Aviles, US-amerikanischer Stand-up-Comedian und Schauspieler
- 1995: Flor Contemplacion, philippinische Doppelmörderin
- 1995: Sunnyland Slim, US-amerikanischer Blues-Pianist und Sänger
- 1996: René Clément, französischer Filmregisseur
- 1996: Elsa Respighi, italienische Sängerin und Komponistin
- 1996: Christa Wehling, deutsche Schauspielerin
- 1998: Jacques Savoye, französischer Unternehmer und Autorennfahrer
- 1999: Boleslaw Barlog, deutscher Theaterregisseur
- 1999: Hubert Bognermayr, österreichischer Musiker
- 1999: Ernest Gold, US-amerikanischer Komponist
- 2000: Harry Blum, deutscher Kommunalpolitiker, Oberbürgermeister von Köln
- 2000: Jack Davis, australischer Dramatiker und Dichter

### 21. Jahrhundert
- 2002: Christian Graf von Krockow, deutscher Publizist
- 2002: Luise Rinser, deutsche Schriftstellerin
- 2003: Herbert Aptheker, US-amerikanischer Historiker
- 2003: Zoltán Kádár, ungarischer Archäologe und Kunsthistoriker
- 2004: Monique Laederach, Schweizer Schriftstellerin und Literaturkritikerin
- 2004: Bernie Scherer, US-amerikanischer American-Football-Spieler
- 2005: Gary Bertini, israelischer Dirigent
- 2005: Lalo Guerrero, US-amerikanischer Sänger, Gitarrist und Songwriter

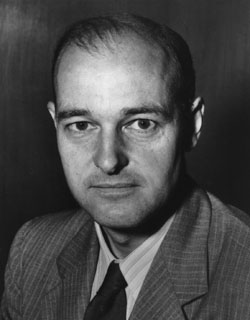
George F. Kennan († 2005)

- 2005: George F. Kennan, US-amerikanischer Historiker und Diplomat
- 2006: Oleg Cassini, französischer Modeschöpfer
- 2006: Ray Meyer, US-amerikanischer Basketballtrainer
- 2006: G. William Miller, US-amerikanischer Politiker, Finanzminister
- 2006: Johannes Christiaan Mari Hattinga Verschure, niederländischer Mediziner und Chemiker
- 2007: John W. Backus, US-amerikanischer Informatiker
- 2007: Freddie Francis, britischer Kameramann
- 2007: Ernst Haefliger,  Schweizer Opernsänger (Tenor)
- 2007: William N. Panzer, US-amerikanischer Produzent
- 2008: Jakob Christ, Schweizer Psychiater
- 2008: Claus Luthe, deutscher Automobildesigner
- 2009: Konrad Rittmeyer, deutscher Offizier
- 2010: Alex Chilton, US-amerikanischer Songwriter, Gitarrist, Sänger und Produzent
- 2011: Hanna Köhler, deutsche Schauspielerin
- 2012: John Demjanjuk, ukrainischer KZ-Aufseher
- 2012: Schenuda III., ägyptischer Geistlicher, Patriarch des Stuhles vom Heiligen Markus der Koptischen Kirche
- 2012: Chaleo Yoovidhya, thailändischer Geschäftsmann
- 2013: Mark Aizikovitch, deutsch-ukrainischer Klezmersänger und Schauspieler
- 2013: Rainer Wirtz, deutscher Historiker und Hochschullehrer
- 2014: Mareike Carrière, deutsche Schauspielerin
- 2015: Konrad Birkholz, deutscher Kommunalpolitiker
- 2016: Rudolf Waldemar Brem, deutscher Schauspieler
- 2016: Meir Dagan, israelischer General und Geheimdienstchef
- 2016ː Léonie Geisendorf, schwedische Architektin
- 2016: Ingeborg Hansen, deutsche Malerin und Kunsterzieherin

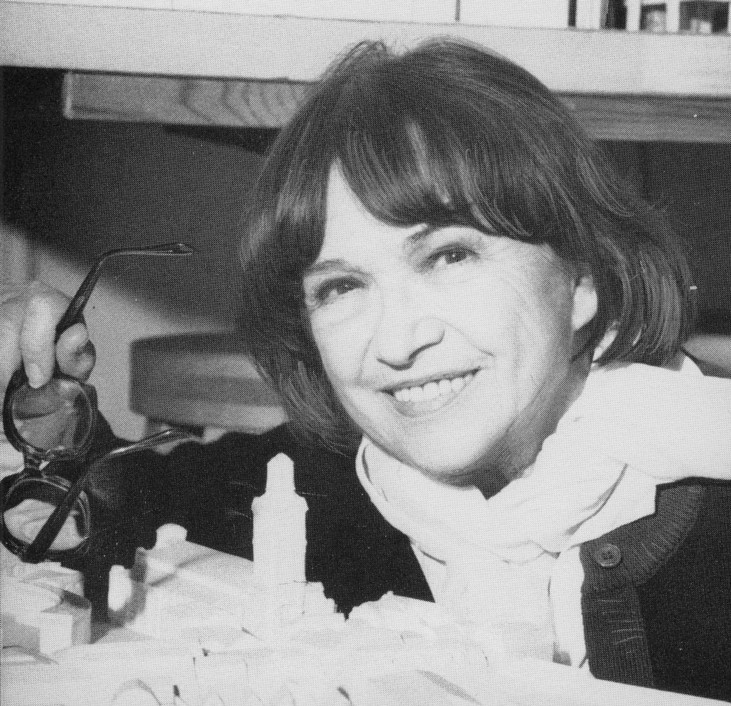
Léonie Geisendorf († 2016)

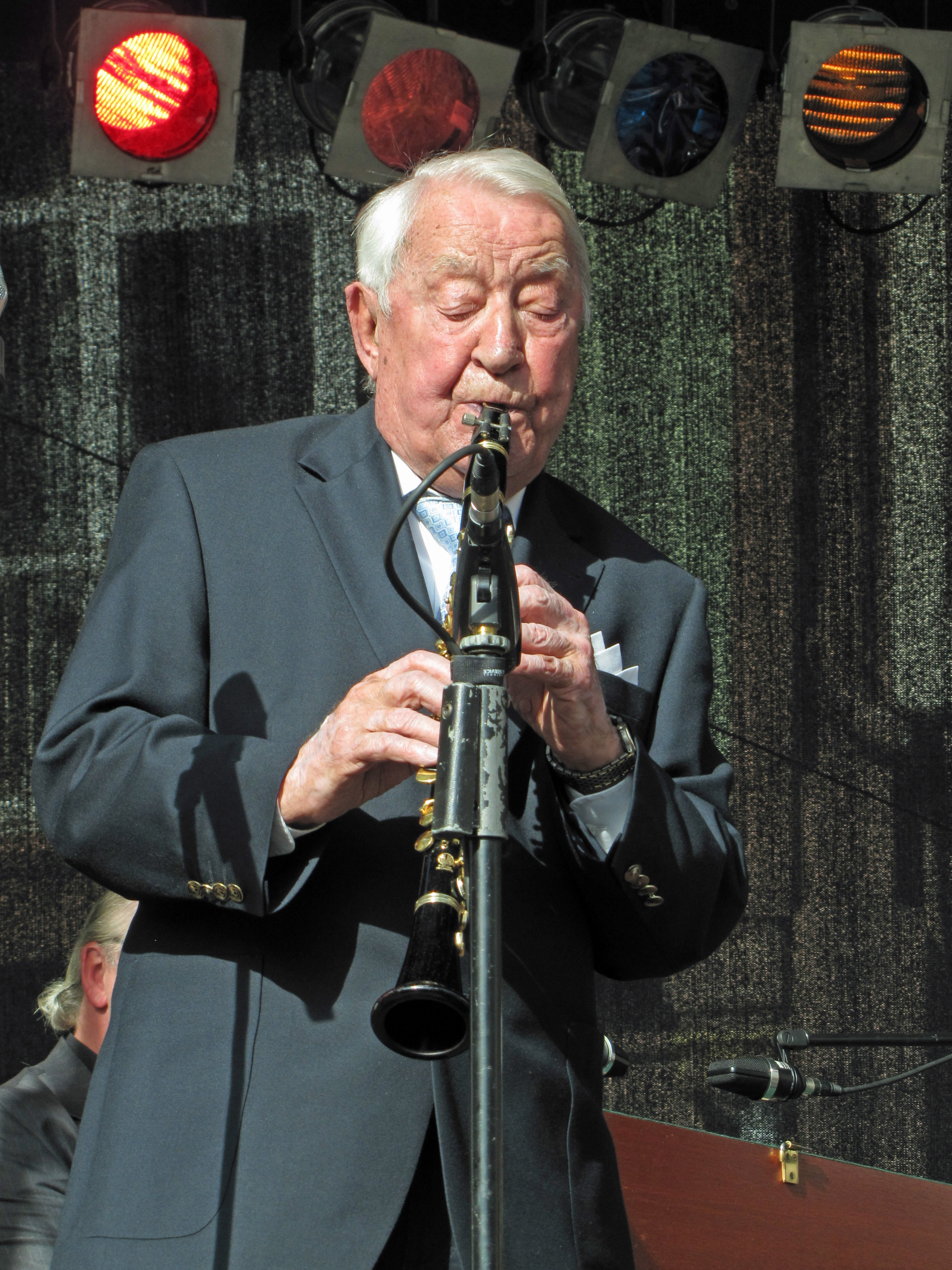
Hugo Strasser († 2016)

- 2016: Hugo Strasser, deutscher Klarinettist und Bandleader
- 2017: Ingeborg Krabbe, deutsche Schauspielerin und Kabarettistin
- 2017: Laurynas Mindaugas Stankevičius, litauischer Politiker, Minister, Ministerpräsident
- 2017: Derek Walcott, lucianisch-britischer Dichter, Nobelpreisträger
- 2018: Geneviève Fontanel, französische Theater- und Filmschauspielerin
- 2018: Michael Rutschky, deutscher Schriftsteller
- 2020: Eduard Weniaminowitsch Limonow, russischer Schriftsteller
- 2020: Manuel Serifo Nhamadjo, guinea-bissauischer Politiker, Staatspräsident
- 2020: Betty Williams, nordirische Friedensaktivistin und Nobelpreisträgerin
- 2020: Alfred Worden, US-amerikanischer Astronaut
- 2021: John Magufuli, tansanischer Politiker, Staatspräsident
- 2021: Ulisses dos Santos, brasilianischer Leichtathlet
- 2022: Anthony Nash, britischer Bobfahrer, Olympiasieger, Weltmeister
- 2023: Ada den Haan, niederländische Schwimmerin
- 2023: Guy Troy, US-amerikanischer Moderner Fünfkämpfer
- 2023: Dubravka Ugrešić, kroatische Schriftstellerin
- 2023: Laura Valenzuela, spanische Fernsehmoderatorin und Schauspielerin

## Feier- und Gedenktage
- Kirchliche Gedenktage
  - Hl. Patrick von Irland, Sklave, Missionar und Schutzpatron (evangelisch, anglikanisch, katholisch, orthodox)
  - Hl. Gertrud von Nivelles, fränkische Äbtissin, Jungfrau und Schutzpatron (katholisch)
- Namenstage
  - Gertrud, Patrick
- Staatliche Feier- und Gedenktage
  - Saint Patrick’s Day

Weitere Einträge enthält die Liste von Gedenk- und Aktionstagen.